# Tizzano Val Parma
Tizzano Val Parma (Tisàn in dialetto parmigiano) è un comune italiano di 2 200 abitanti della provincia di Parma in Emilia-Romagna.

## Geografia fisica
Il territorio comunale di Tizzano Val Parma si estende sulla sponda destra della medio-alta val Parma ed è attraversato dal torrente Parma, che segna il confine col comune di Langhirano, dal torrente Parmossa, affluente destro della Parma, e, nella porzione sud-est, dal torrente Bardea, affluente sinistro dell'Enza. Ricco di rilievi, è dominato a meridione dall'ampio massiccio del monte Caio, che, alto 1584 m s.l.m. in corrispondenza della Punta Bocchialini, segna il confine coi comuni di Corniglio a sud-ovest e Palanzano a sud-est; a est si erge il monte Fuso, sul confine col comune di Neviano degli Arduini.
Interessato da numerose frane, il territorio comunale presenta nelle zone montuose una predominanza di fitte boscaglie, alternate a contrafforti rocciosi e a pendii meno scoscesi, prevalentemente coltivati; in prossimità dei principali corsi d'acqua si trovano infine alcuni terrazzi fluviali.
Il capoluogo è collocato alla quota di 814 m s.l.m. sul versante nord del monte Rotondo, intorno a un'altura dominata dai ruderi del castello medievale. Il nucleo centrale antico si sviluppa a sud del maniero, attorno a una piazza allungata e a due strade parallele, affiancate da schiere di edifici.

## Origini del nome
Il toponimo Tizzano ha origine prediale, dal cognomen latino Titius, con l'aggiunta del suffisso -anus. Secondo la leggenda, deriverebbe dal generale romano Tito Cornelio Balbo, che nel 71 a.C. avrebbe fondato nella zona tre villaggi fortificati, a ciascuno dei quali avrebbe dato una parte del proprio nome: Tizzano, Corniglio e Ballone. Non ha invece alcun fondamento l'ipotesi che abbia un collegamento col presunto ritrovamento di un tizzone ardente nel terreno durante la costruzione del castello.

## Storia
Il territorio di Tizzano Val Parma risultava abitato già durante l'età del bronzo, come dimostrato dal rinvenimento di alcuni reperti nel capoluogo, in località Femminatiche, ad Albazzano, a Monteremo e a Ca' Bottazzo di Moragnano.
Durante l'età del ferro, come testimoniato dal ritrovamento di due frammenti di ceramiche etrusche, il poggio di Monteremo costituiva probabilmente una zona di passaggio verso l'insediamento di Lupazzano, grazie alla presenza di un guado sul vicino torrente Parmossa.
In epoca romana, tra l'età repubblicana e quella imperiale sorse nei dintorni di Albazzano un piccolo nucleo abitato, come dimostrato dal rinvenimento in zona di vari piccoli reperti.
Il borgo di Tizzano fu fondato in epoca altomedievale; la più antica testimonianza della sua esistenza risale all'8 marzo 991, quando Ticiano fu menzionata in un atto di vendita di beni da parte di Prangarda, figlia del marchese Adalberto Atto di Canossa e moglie del marchese Maginfredo, al diacono della pieve di Borgo San Donnino.
Il centro abitato sorgeva nei pressi della pieve di San Pietro, costruita quasi sicuramente verso il X secolo, ma nominata per la prima volta l'11 giugno 1005 nell'Ordo Archipresbiterorum Plebium, voluto dal vescovo di Parma Sigifredo II.
A presidio della val Parma e della via del Sale, presumibilmente tra il X e l'XI secolo, fu eretto su un'altura a sud del borgo un castello, la cui esistenza è documentata a partire dall'XI secolo.
Secondo alcune notizie di dubbia attendibilità, il maniero sarebbe stato tra i possedimenti di Giberto III da Correggio fino al primo quarto del XIII secolo.
Nel 1364 i fratelli Niccolò Terzi il Vecchio e Giberto, poi capostipite dei Terzi di Sissa, giurarono fedeltà al signore di Milano Bernabò Visconti per i castelli di Tizzano e di Belvedere. Le concessioni in feudo furono riconfermate nell'agosto 1386 a Niccolò Terzi il Vecchio e ai suoi eredi diretti da Gian Galeazzo Visconti, che decise nel contempo più larghe immunità a favore di Tizzano. L'anno seguente, il 19 agosto 1387, con diploma sigillato a Norimberga, l'imperatore Venceslao di Lussemburgo confermò ai Terzi le investiture delle terre appartenenti alla famiglia, comprendenti i feudi assegnati nel 1247 ai capostipiti da Cornazzano dall'imperatore Federico II di Svevia e tutti quelli ottenuti in seguito dalla casata; tra i castelli del Parmense indicati, i principali risultavano essere Tizzano e Belvedere.
In seguito all'assassinio di Ottobuono de' Terzi, signore di Parma e di Reggio, nell'agguato di Rubiera del maggio 1409, il maniero di Tizzano fu occupato dai Fieschi. Pochi anni dopo, un figlio d'Ottobuono, Niccolò de' Terzi, il Guerriero, condottiero e diplomatico al servizio di Filippo Maria Visconti, riebbe per i suoi meriti la terra e il titolo di conte di Tizzano, che conservò sino al 1449, quando, morto l'ultimo dei Visconti e caduto il Ducato di Milano in potere di Francesco Sforza, dovette rifugiarsi con la famiglia presso la corte dei Gonzaga a Mantova. Lo Sforza investì allora del feudo il conte Pietro Ghirasio da Contrano, detto anche Fiasco da Girasio; suo figlio Agolante, o Avolante, cedette il castello al marchese Gianfrancesco I Pallavicino all'insaputa del fratello maggiore Anfitrione, che tentò invano di rientrarne in possesso. Nel 1495 Gianfrancesco ne fu investito ufficialmente da Ludovico il Moro, unitamente a Ballone e ad altri feudi del Parmense.
In quegli anni il centro abitato di Tizzano fu ricostruito più a sud, sull'altura del castello; a servizio del borgo fu edificato l'oratorio della Madonna del Santo Rosario.
Alla morte di Rolando Pallavicino nel 1529, il feudo fu a lungo conteso tra i suoi generi e negli anni seguenti il castello fu occupato dalle truppe parmigiane e successivamente da quelle inviate dal primo duca Pier Luigi Farnese; in seguito fu acquistato dal duca Ottavio, nonostante le pretese da parte dei Terzi. Pochissimi anni dopo, durante la guerra di Parma del 1551, una guarnigione francese si stanziò nel castello; il 7 settembre l'esercito del governatore del Ducato di Milano Ferrante I Gonzaga cannoneggiò ripetutamente il maniero, che di nascosto nella notte fu abbandonato dai francesi; non fu risparmiato nemmeno il vicino borgo di Tizzano, che fu depredato dalle soldatesche.
Nella riorganizzazione delle forze armate del ducato di Parma e Piacenza, attuata a più riprese dai Farnese a partire da Ottavio nel 1581, Tizzano divenne sede di uno dei dieci "terzi", ciascuno comandato da un capitano, in cui fu suddiviso il corpo di fanteria statale.
Nel 1650 il duca Ranuccio II Farnese investì del feudo di Tizzano il marchese Domenico Doria; l'importante famiglia genovese mantenne il possesso del diroccato forte, all'epoca costituito da una torre e dall'edificio principale abitato dal castellano, fino alla scomparsa dell'ultima discendente Maria Maddalena alla fine del XVIII secolo; in seguito subentrò il marchese Troilo Venturi, che fu costretto ad abbandonare Tizzano nel 1806 a causa dei decreti napoleonici relativi all'abolizione dei diritti feudali.
In seguito Tizzano divenne sede di comune; nel 1832 il territorio amministrato comprendeva le frazioni di Albazzano, Anzola, Capriglio, Carobbio, Carpaneto, Casola, Cozzo, Costa, Groppizioso, Gubinaria, Isola, Madurera, Moragnano, Musiara Inferiore, Musiara Superiore, Pietta, Reno, Rusino, Sternoldo e Treviglio.
Durante la seconda guerra mondiale Tizzano costituì una delle località di internamento libero per profughi ebrei stranieri dell'Emilia e ospitò diciotto ebrei, provenienti dalla Penisola balcanica. In seguito all'occupazione tedesca e alla nascita della Repubblica Sociale Italiana, ai primi di dicembre 1943 nove dei profughi furono arrestati e deportati ad Auschwitz, insieme ad altri quattro ebrei italiani che erano giunti nella frazione di Reno in cerca di rifugio.
Nella seconda metà del XX secolo Tizzano Val Parma divenne una frequentata località turistica montana e nel borgo furono realizzate numerose villette private, utilizzate per le vacanze estive, oltre a varie attività ricettive; negli stessi anni si sviluppò anche la località sciistica di Schia sul monte Caio.

### Simboli
La figura del tizzone ha assonanza con il nome del comune e fa riferimento alla leggenda locale secondo cui, durante la costruzione del castello, fu ritrovato nelle fondamenta un tizzone ardente.
Il gonfalone municipale è un drappo di bianco.

### Onorificenze
Il Comune di Tizzano Val Parma è tra le città decorate al valor militare per la guerra di liberazione, insignito il 5 ottobre 1994 della medaglia di bronzo al valor militare per i sacrifici delle sue popolazioni e per l'attività nella lotta partigiana durante la seconda guerra mondiale:

## Monumenti e luoghi d'interesse

### Architetture religiose

#### Pieve di San Pietro

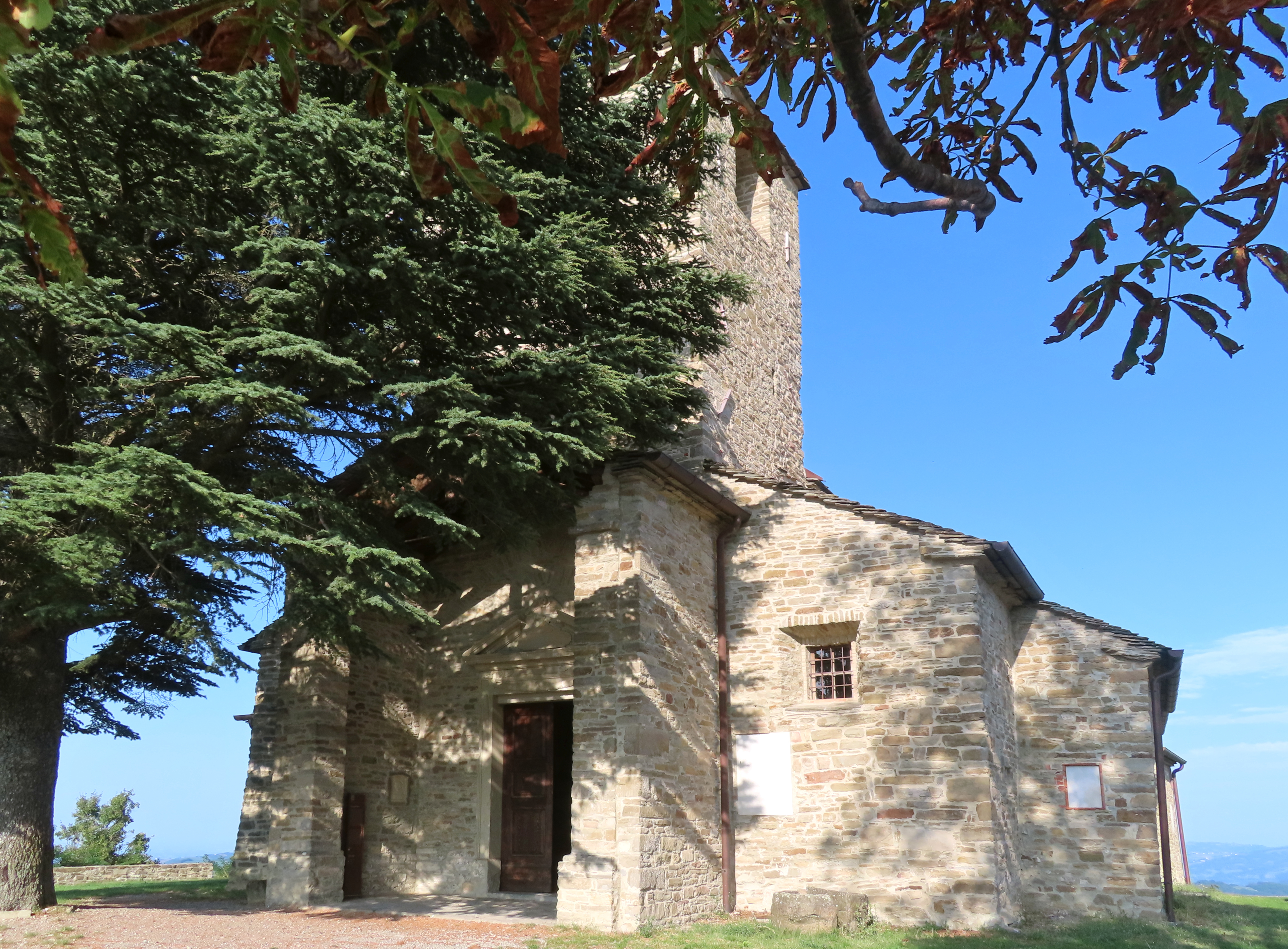
Facciata della pieve di San Pietro

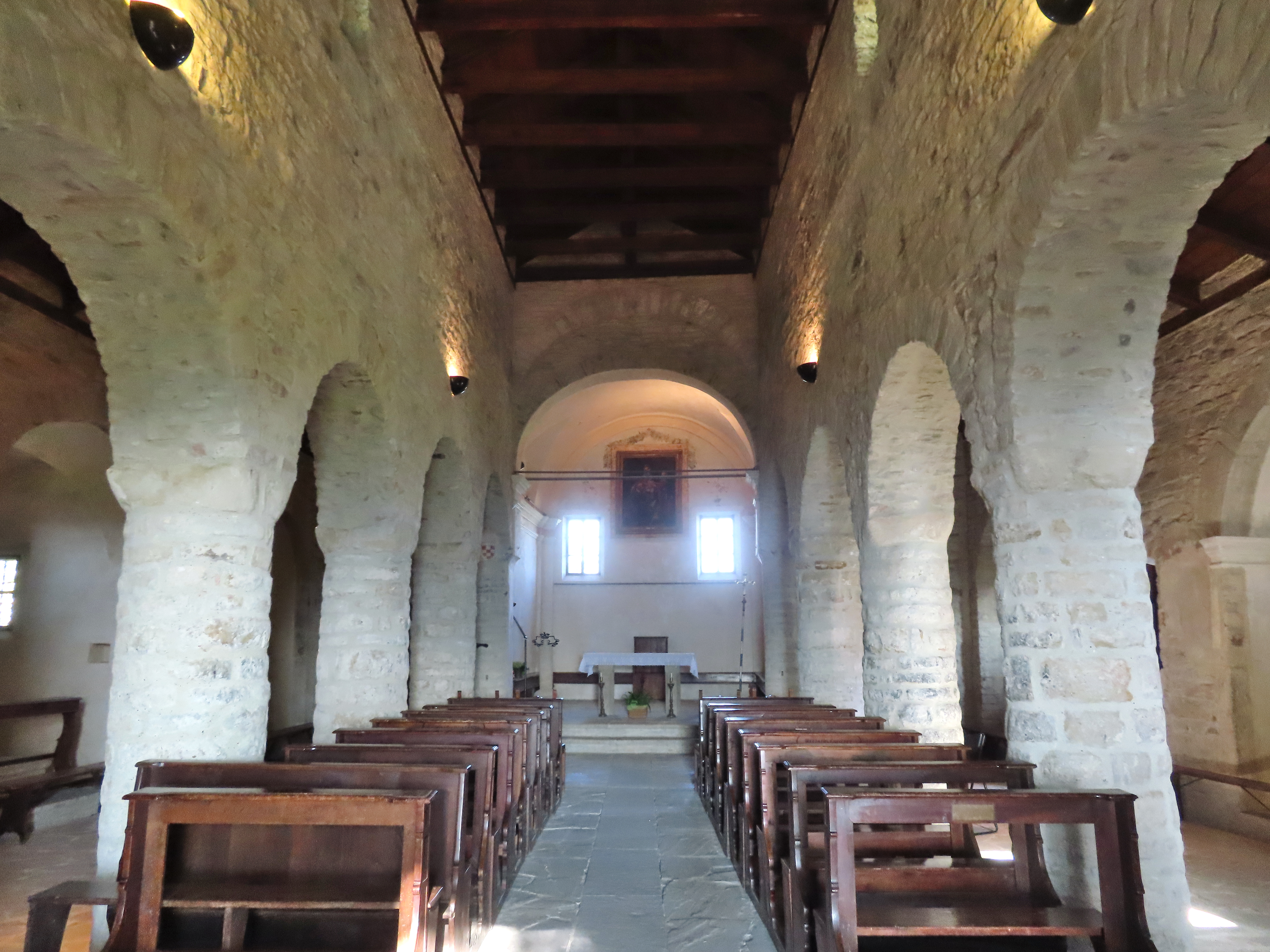
Navata centrale della pieve di San Pietro

Costruita sulla cima del monte Rotondo quasi sicuramente verso il X secolo, la pieve fu citata per la prima volta nel 1005; riedificata in forme romaniche tra l'XI e il XII secolo su un impianto basilicale a tre navate su committenza forse della contessa Matilde di Canossa, fu internamente decorata con affreschi nel 1485; modificata verso la fine del XV secolo con la demolizione delle absidi laterali e l'erezione dell'esonartece, fu ristrutturata nella seconda metà del XVIII secolo in stile neoclassico; completamente risistemata tra il 1957 e il 1964 con la rimozione di quasi tutte le aggiunte settecentesche e la traslazione dei lacerti di affreschi quattrocenteschi nell'oratorio della Madonna del Santo Rosario, fu restaurata e consolidata strutturalmente tra il 2010 e il 2012. La chiesa in pietra, sviluppata su una pianta a tre navate affiancate da tre cappelle per lato, presenta un'insolita facciata a clocher-porche, dominata da una massiccia torre campanaria centrale e preceduta da un alto esonartece a capanna; i fianchi conservano varie tracce della struttura originaria, tra cui alcune piccole monofore strombate, porzioni della decorazione ad archetti pensili di coronamento e l'archivolto scolpito del portale d'ingresso secondario; all'interno le navate, chiuse superiormente da soffitti a capriate lignee, sono scandite da una serie di arcate rette da massicce colonne coronate da capitelli sbozzati a cubo scantonato; sul fondo, il presbiterio intonacato conserva la volta a botte lunettata settecentesca di copertura; l'edificio accoglie alcune opere di pregio, tra cui la pala d'altare e un baldacchino processionale settecentesco.

#### Oratorio della Madonna del Santo Rosario

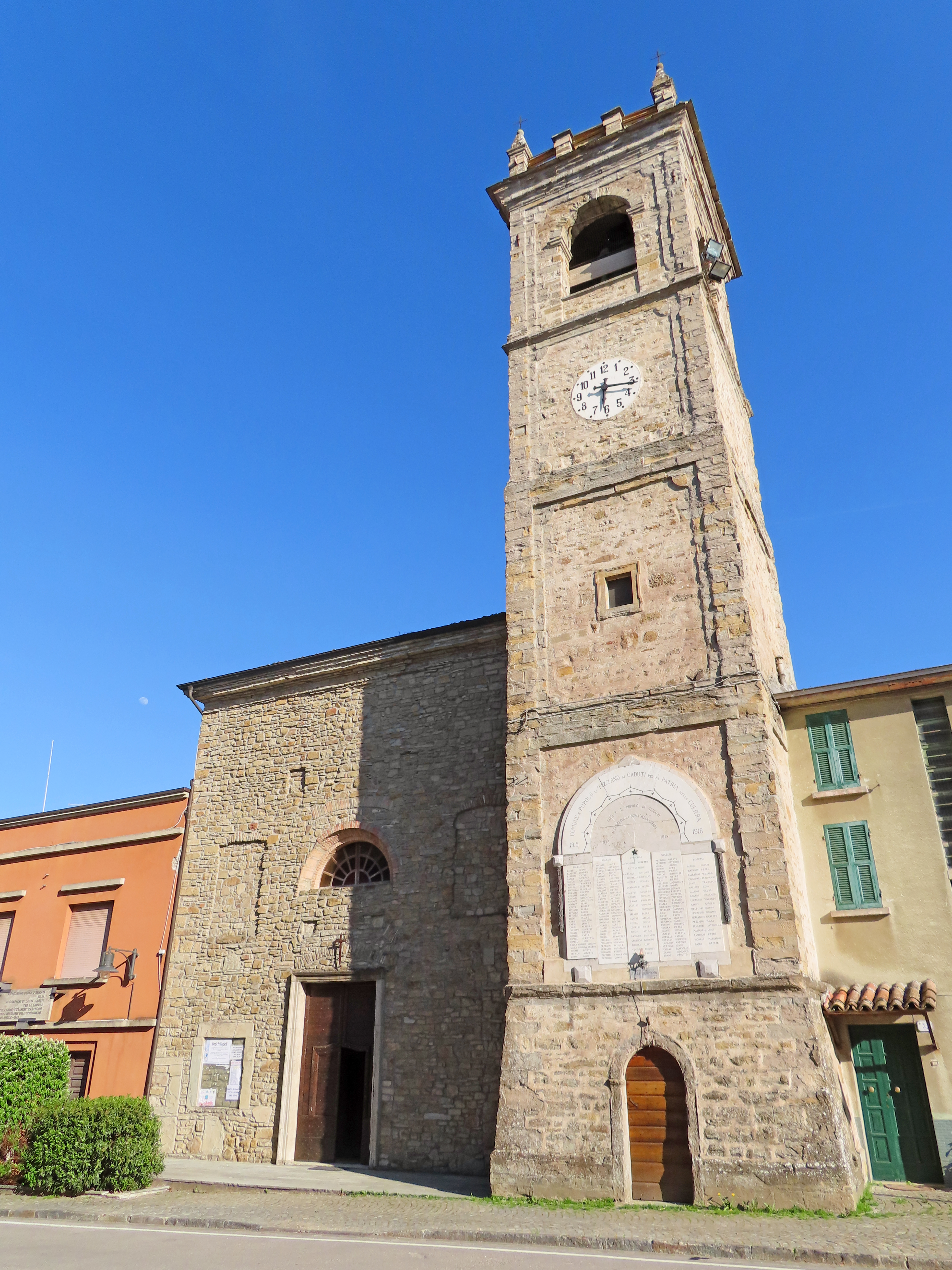
Oratorio della Madonna del Santo Rosario

Costruito nei primi anni del XVI secolo all'interno del nuovo borgo di Tizzano, l'oratorio fu riedificato nel 1791 dalla confraternita del Rosario e arricchito negli anni seguenti dal campanile; danneggiato da un terremoto nel 2008, fu completamente restaurato il 2010 e il 2012. L'edificio, sviluppato su una pianta a navata unica, presenta una semplice facciata rettangolare in pietra, affiancata da una massiccia torre campanaria elevata su quattro ordini; all'interno l'aula, scandita in tre campate coperte da volte, accoglie cinque affreschi tardo quattrocenteschi staccati provenienti dalla pieve di San Pietro; sul fondo del presbiterio si staglia una monumentale ancona neoclassica, contenente la statua coeva della Madonna del Rosario col Bambino.

#### Chiesa di San Genesio ad Albazzano

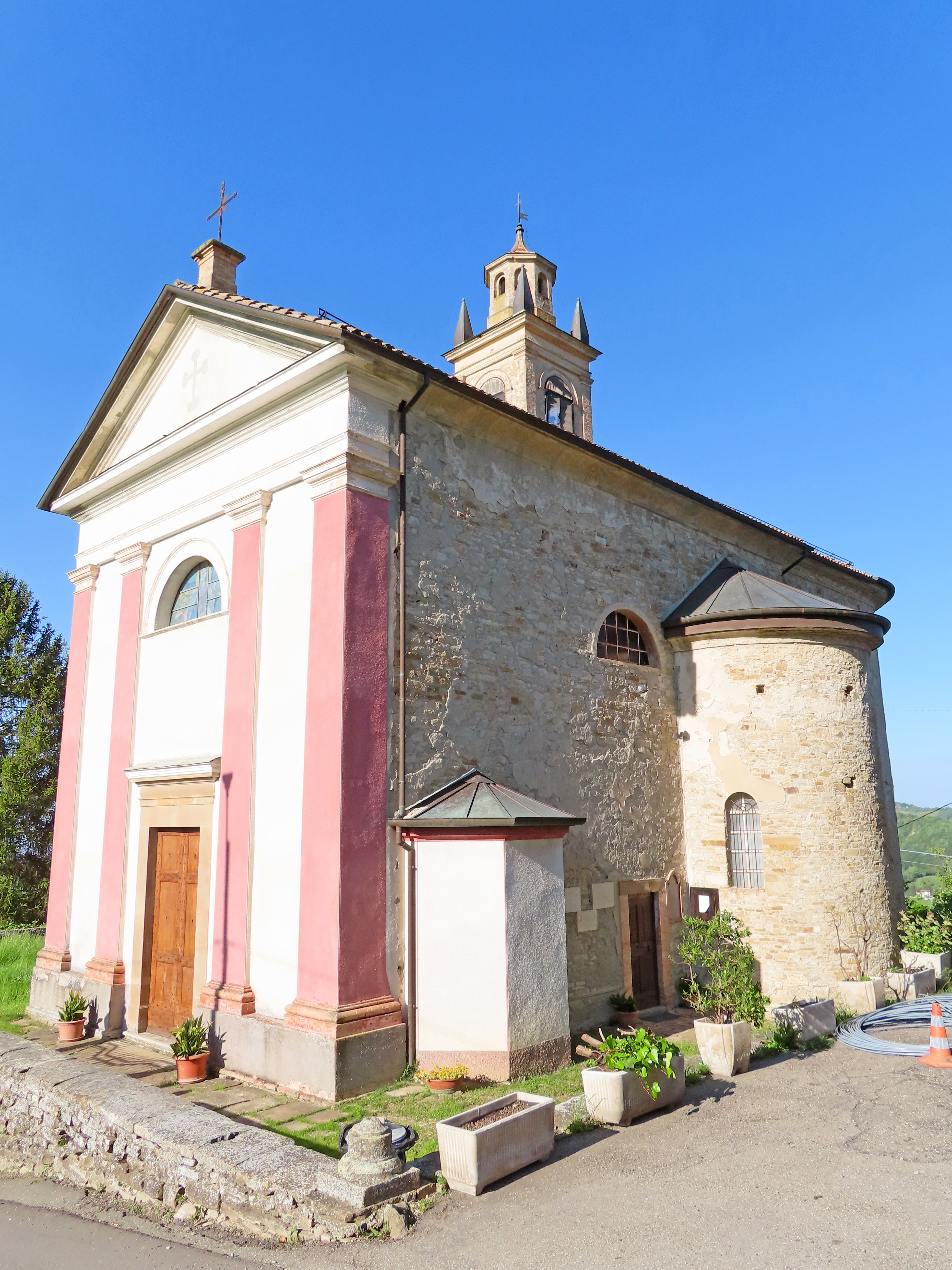
Chiesa di San Genesio ad Albazzano

Menzionata per la prima volta nel 1230, la cappella originaria fu distrutta da una frana nel 1500 insieme al borgo di Albazzano; ricostruita in seguito più a monte, la chiesa fu elevata a sede parrocchiale autonoma nel 1564; ampliata intorno alla metà del XVII secolo, verso la fine del XVIII fu affiancata dal campanile e dotata della nuova facciata neoclassica; modificata internamente e decorata nella seconda metà del XIX secolo, fu interamente restaurata nel 1950. L'edificio, sviluppato su una pianta a navata unica con due cappelle laterali, presenta una facciata a capanna, tripartita da quattro lesene e dominata dal frontone triangolare di coronamento; all'interno l'aula, ornata con stucchi in stile Impero, è decorata su una parete con un affresco raffigurante la Pietà, eseguito da Walter Madoi nel 1970; il presbiterio absidato e le cappelle accolgono alcune opere di pregio.

#### Chiesa dei Santi Giovanni Battista e Maurizio ad Anzolla

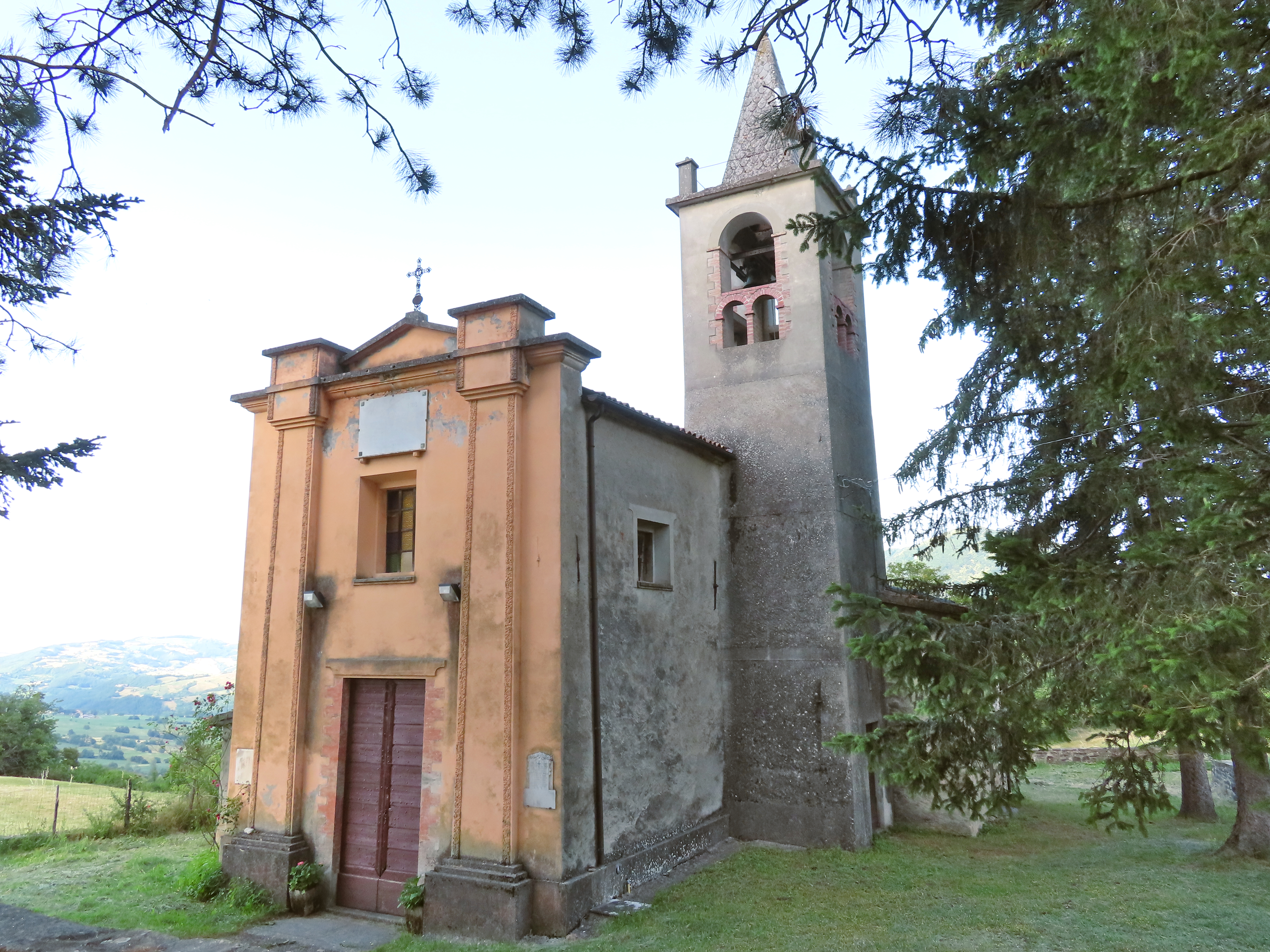
Chiesa dei Santi Giovanni Battista e Maurizio ad Anzolla

Menzionata per la prima volta nel 1230, la cappella di Anzolla fu unita nel 1367 a quella di Antognola; elevata nel 1564 a sede parrocchiale autonoma, tra il XVII e il XVIII secolo fu totalmente ristrutturata in forme barocche e nel 1829 fu internamente risistemata. L'edificio, sviluppato su una pianta a navata unica affiancata da una cappella per lato, presenta una facciata intonacata, tripartita da massicce paraste e coronata da un piccolo frontone; all'interno la navata, coperta da una volta a botte lunettata, accoglie un'ancona lignea barocca policroma, contenente quindici piccoli dipinti del 1664.

#### Chiesa di San Michele a Capriglio

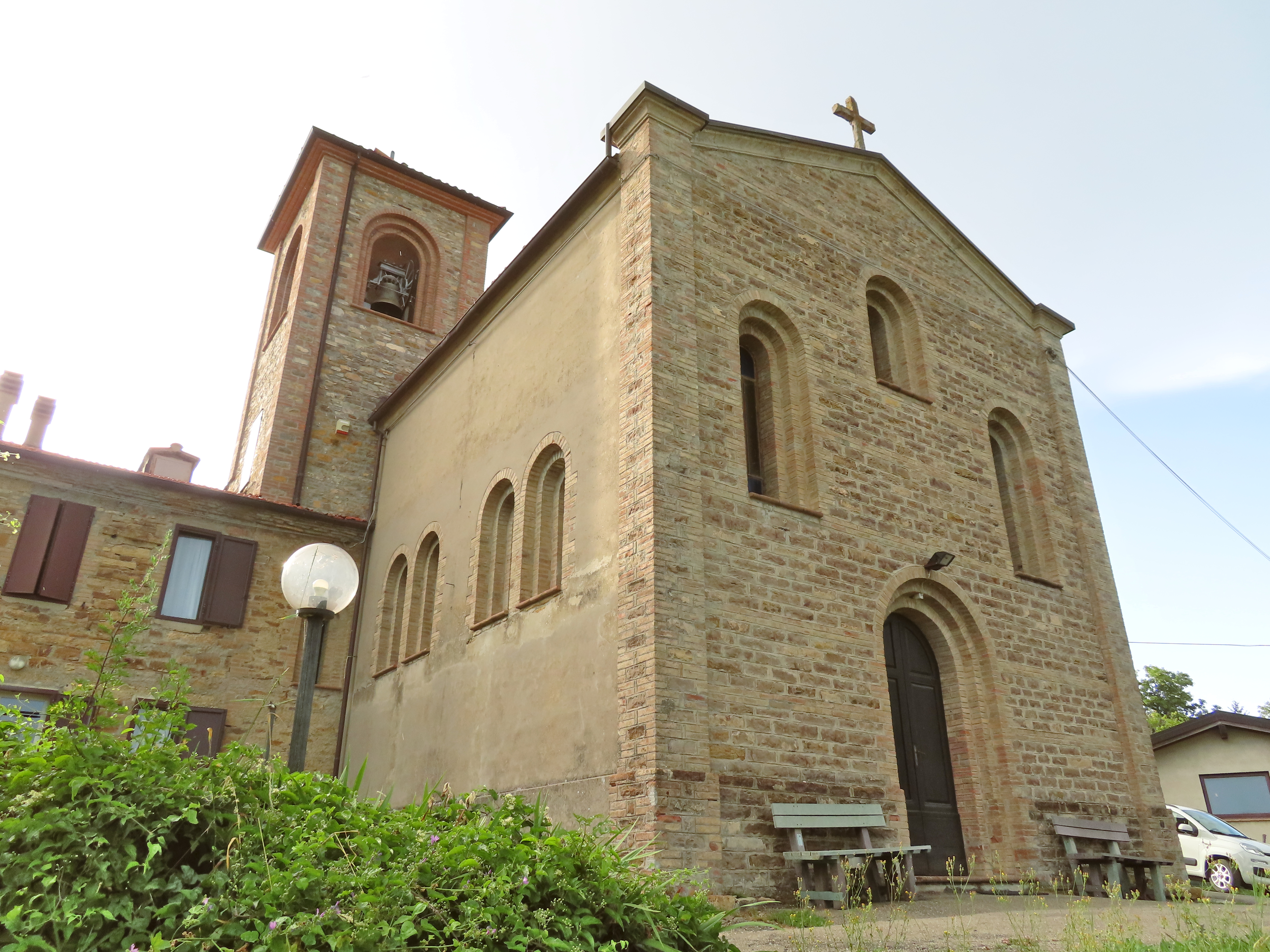
Chiesa di San Michele a Carpiglio

Menzionata per la prima volta nel 1230, la cappella di Capriglio nel 1564 fu elevata a sede di parrocchia autonoma, che tuttavia nel 1612 fu traslata nell'antico oratorio di Casagalvana; riedificata nel 1622, la chiesa di Casagalvana crollò a causa del terremoto del 1920; ricostruita in forme neoromaniche a Capriglio tra il 1930 e il 1935, fu affiancata dal campanile nel 2002. L'edificio, sviluppato su una pianta a navata unica affiancata da una cappella per lato, presenta una facciata a capanna interamente rivestita in pietra, con un portale e tre monofore ad arco a tutto sesto profondamente strombati; all'interno l'aula, coperta da una volta a botte, accoglie un olio del 1520 raffigurante la Madonna in gloria con Bambino, angeli e i santi Michele Arcangelo, Rocco e Sebastiano, attribuito a Michelangelo Anselmi.

#### Chiesa di San Maurizio a Carobbio

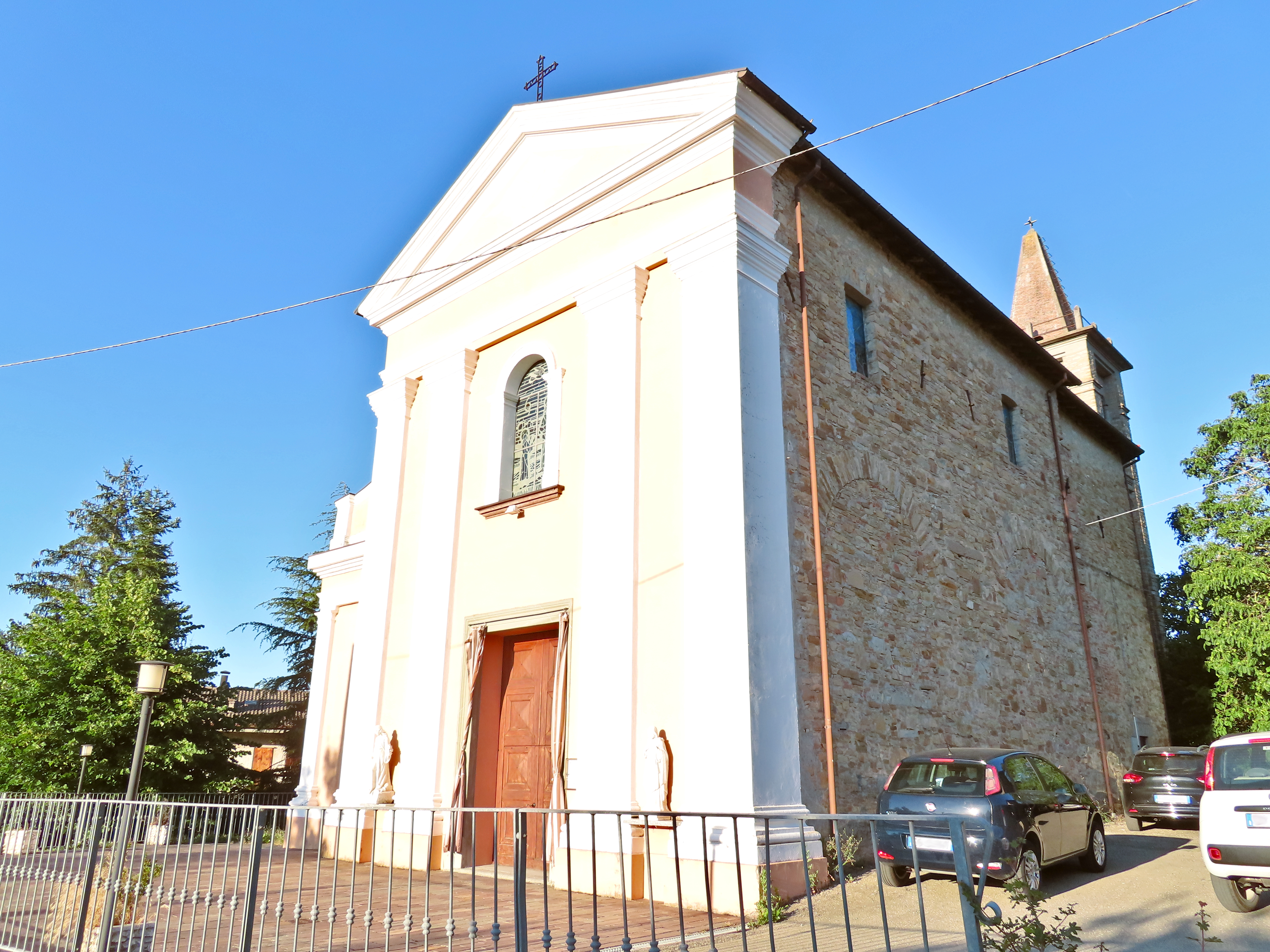
Chiesa di San Maurizio a Carobbio

Menzionata per la prima volta nel 1230, la cappella originaria di Carobbio, unita nel 1564 alla chiesa di Santa Giustina di Casola in un'unica parrocchia, ottenne la piena autonomia nel 1621; riedificata nei primi decenni del XIX secolo, fu distrutta da una frana nel 1855 e completamente ricostruita in stile neoclassico tra il 1861 e il 1866; affiancata dal campanile nel 1924, fu restaurata nel 1964. La struttura, sviluppata su una pianta a navata unica con tre cappelle sulla sinistra, presenta una facciata tripartita da quattro lesene doriche e coronata da un frontone; all'interno l'aula, decorata con lesene e arcate, accoglie alcune opere di pregio.

#### Chiesa di Sant'Andrea Apostolo a Carpaneto

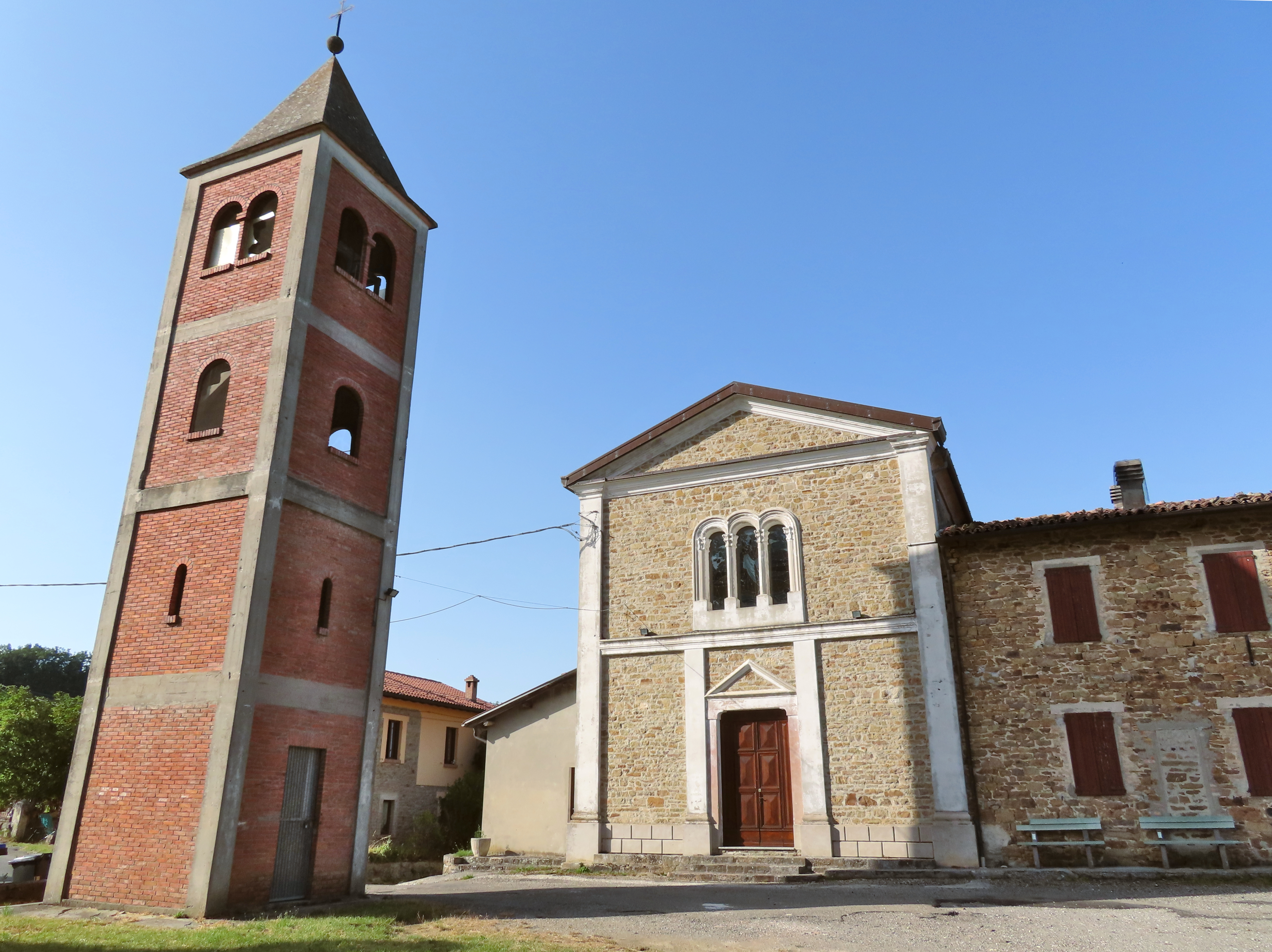
Chiesa di Sant'Andrea Apostolo a Carpaneto

Menzionata per la prima volta nel 1230, la cappella originaria, situata in località Cerreto, fu elevata a sede parrocchiale autonoma nel 1564; ricostruita agli inizi del XVIII secolo, fu distrutta da un devastante terremoto nel 1920; riedificata tra il 1926 e il 1928 a Carpaneto, fu affiancata dal campanile nel 1962. La chiesa, sviluppata su una pianta a navata unica affiancata da una cappella per lato, presenta una simmetrica facciata a capanna in pietra, elevata su due ordini e dominata dal frontone triangolare di coronamento; all'interno l'aula, decorata con una serie di lesene, si conclude nel presbiterio absidato e accoglie alcune opere di pregio provenienti dall'antico luogo di culto.

#### Chiesa di Santa Giustina a Casola

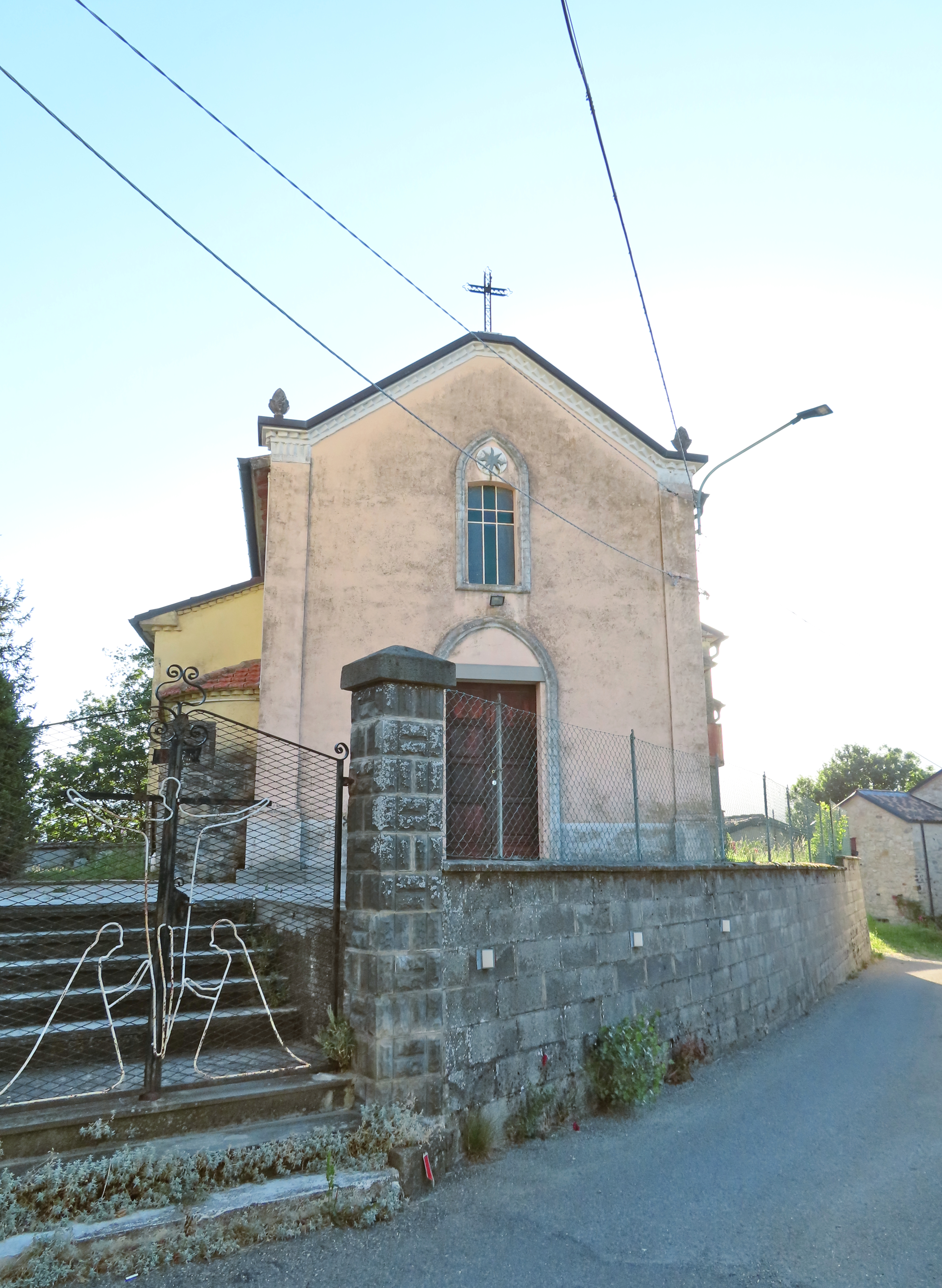
Chiesa di Santa Giustina a Casola

Menzionata per la prima volta nel 1230, la cappella originaria di Casola, unita nel 1564 alla chiesa di San Maurizio di Carobbio in un'unica parrocchia, ottenne la piena autonomia nel 1621; abbandonata dopo la metà del XVII secolo, fu sostituita da una nuova chiesa barocca eretta tra il 1660 e il 1661. L'edificio, sviluppato su una pianta a navata unica affiancata da una cappella per lato, presenta una facciata a capanna intonacata dalle forme neogotiche; all'interno l'aula, coperta da volte a crociera, è decorata con lesene doriche e accoglie alcune opere di pregio.

#### Chiesa dell'Assunzione di Maria Vergine a Isola

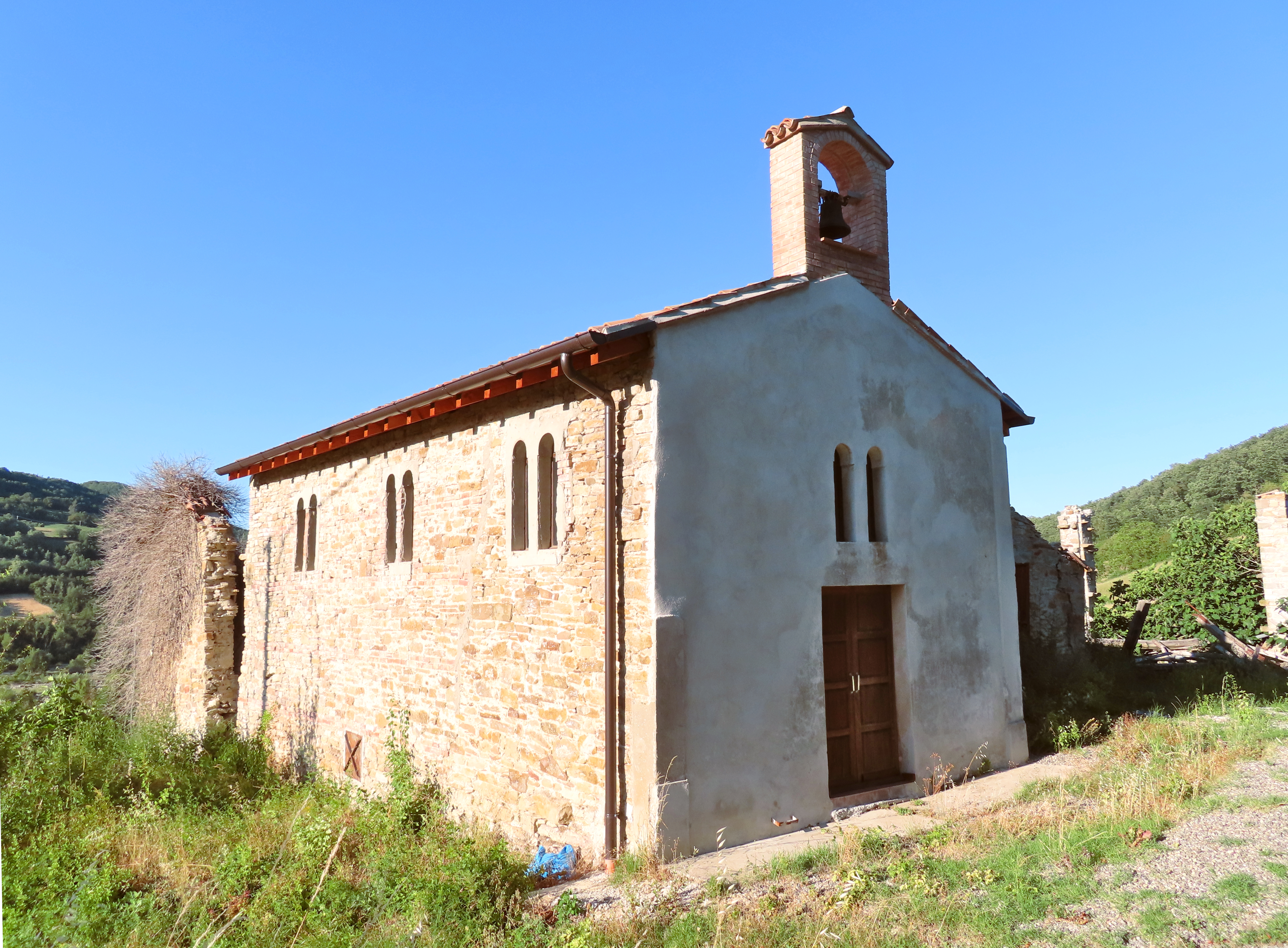
Chiesa dell'Assunzione di Maria Vergine a Isola

Menzionata per la prima volta nel 1015, la cappella originaria di Isola cadde in rovina nel XV secolo; risistemata in seguito, fu elevata a sede parrocchiale autonoma nel 1583; ricostruita nel 1930, fu completamente ristrutturata tra il 2018 e il 2023. Il piccolo edificio, sviluppato su una pianta a navata unica, presenta una semplice facciata a capanna, coronata da un campanile a vela centrale.

#### Chiesa di Santa Giuliana a Lagrimone

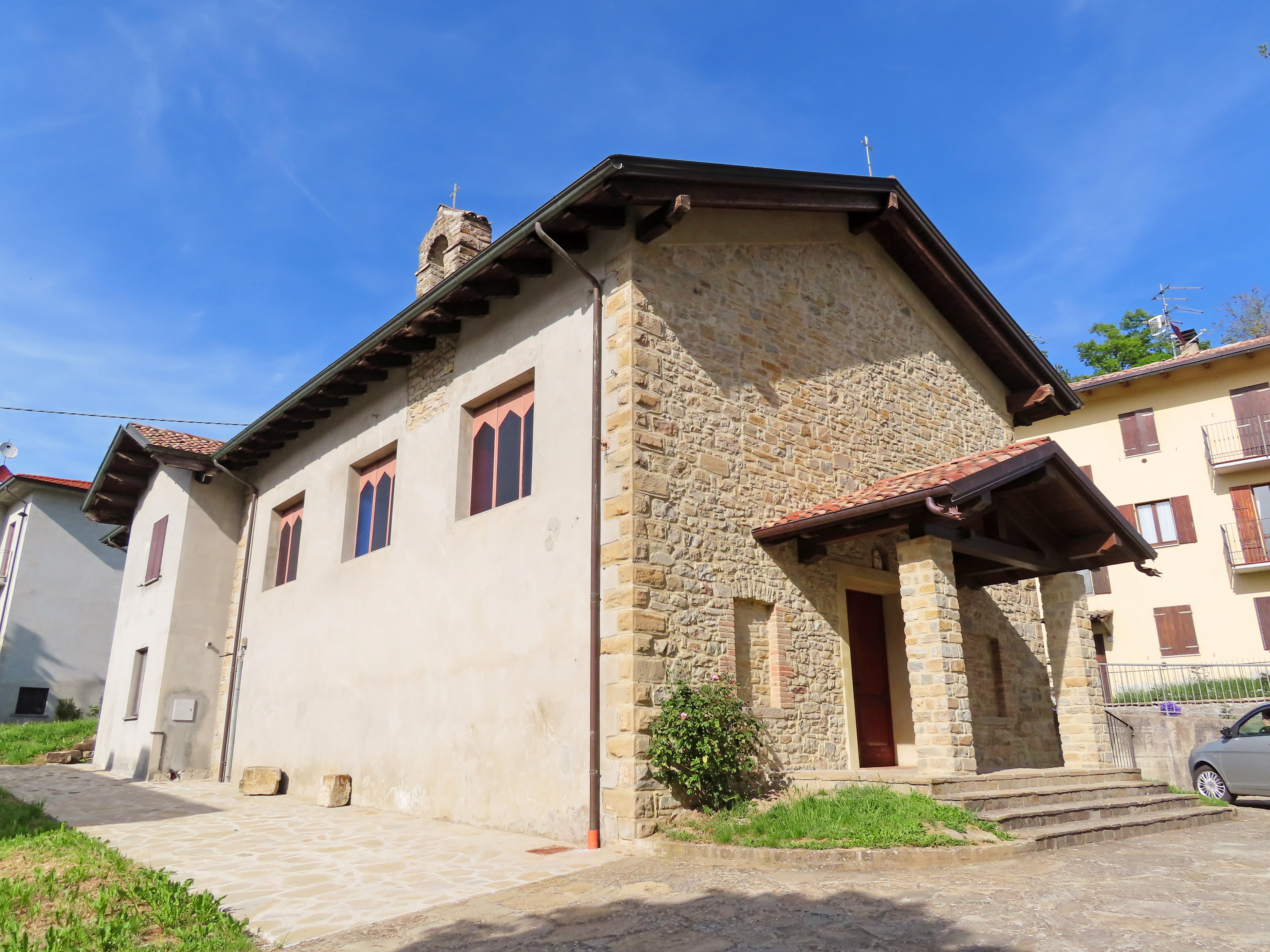
Chiesa di Santa Giuliana a Lagrimone

Adibita originariamente a stalla, la struttura di Lagrimone fu donata da Demetrio Scaccaglia nel 1964 e trasformata in chiesa tra il 1970 e il 1972; modificata internamente tra il 1984 e il 1986, fu interessata da lavori sulle coperture tra il 1996 e il 2001 e nel prospetto principale nel 2016. L'edificio, sviluppato su una pianta a navata unica, presenta una facciata a capanna rivestita in pietra, preceduta da un portico centrale con un tetto a due falde, retto da due pilastri; all'interno l'aula, coronata da un soffitto a capriate lignee, è illuminata da una serie di ampie finestre laterali; il presbiterio, lievemente sopraelevato, è parzialmente circondato da una parete semicircolare, a imitazione di un'abside coronata da un catino; nel mezzo è collocato l'altare maggiore in cotto, aggiunto nel 1986.

#### Chiesa di Santa Giuliana a Moragnano

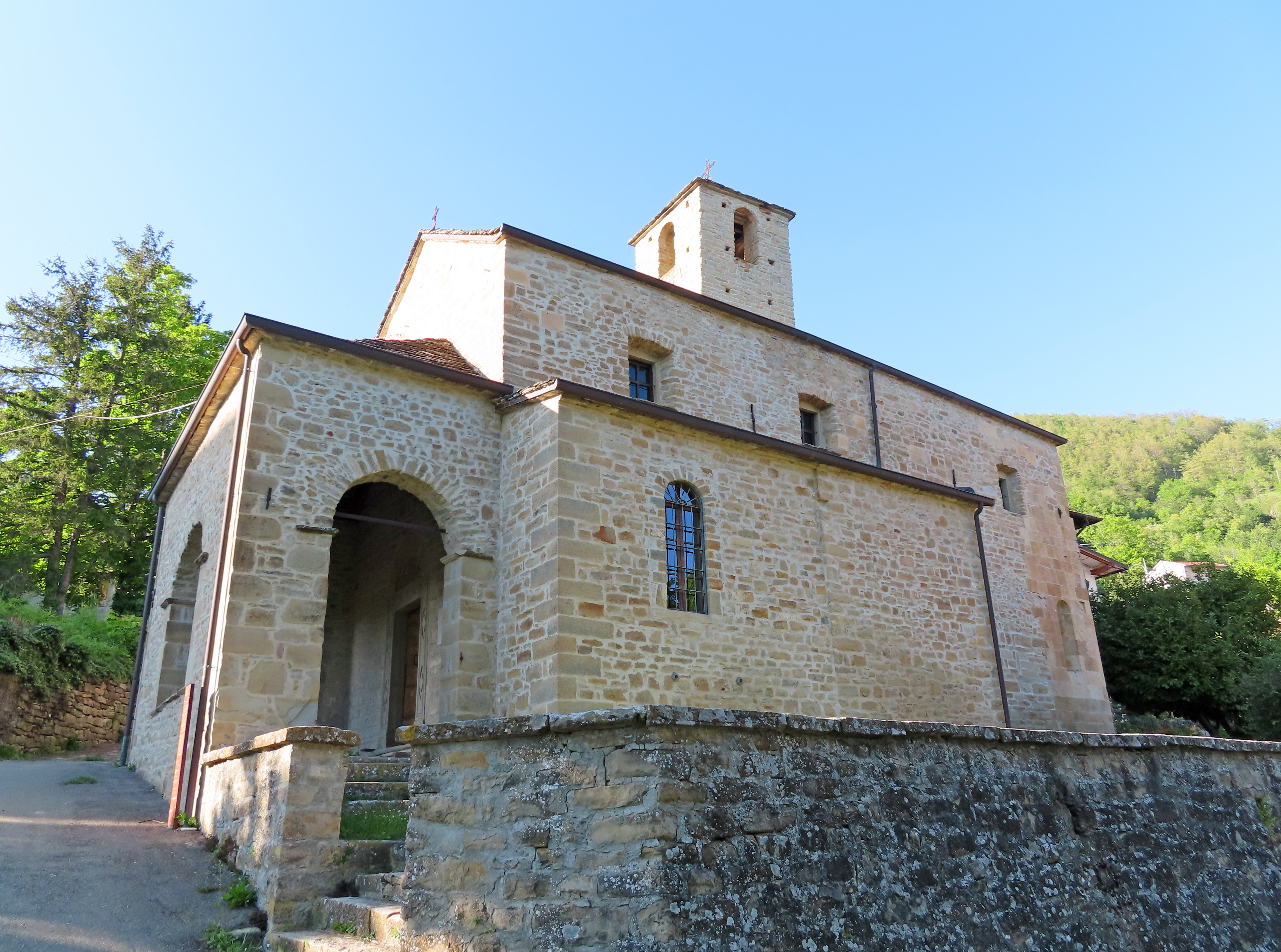
Chiesa di Santa Giuliana a Moragnano

Edificata probabilmente nel IX o X secolo ma menzionata per la prima volta nel 1230, la piccola cappella con abside semicircolare di Moragnano fu ampliata in stile romanico nel 1340; elevata a sede parrocchiale autonoma nel 1564, fu modificata con l'aggiunta di un esonartece nel XVI secolo e fu decorata internamente in stile barocco nel XVII secolo; danneggiata nel corso della seconda guerra mondiale, fu in seguito ristrutturata; risistemata nell'aula tra il 1970 e il 1980, fu interamente restaurata tra il 2007 e il 2009. L'edificio, sviluppato su una pianta a navata unica affiancata da due cappelle sulla destra e una sulla sinistra, è esternamente rivestito in conci irregolari di arenaria; i due antichi portali d'ingresso principale e secondario sono coronati da lunette scolpite con bassorilievi; l'abside del XII secolo è ornata con una fascia di coronamento ad archetti pensili retti da mensoline e presenta, su entrambi i lati, circa 2000 graffiti realizzati tra il XII e il XVII secolo; gli interni, intonacati e decorati con stucchi, accolgono alcune opere di pregio, tra cui un olio seicentesco dipinto da Pietro Melchiorre Ferrari.

#### Chiesa di San Giorgio a Musiara Inferiore

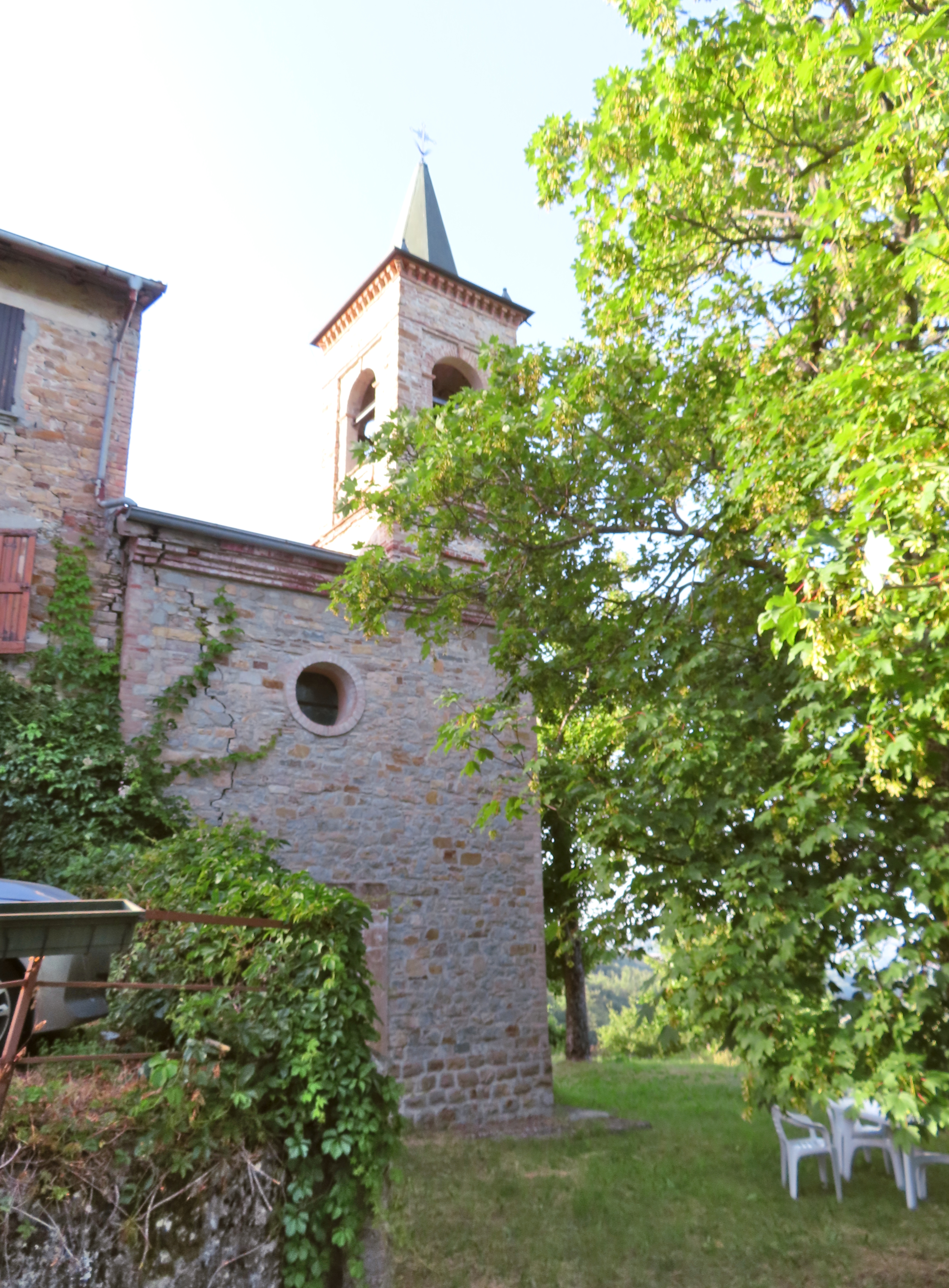
Chiesa di San Giorgio a Musiara Inferiore

Menzionata per la prima volta nel 1230, la cappella originaria di Fontanafredda fu elevata a sede parrocchiale nel 1564 e separata dalla cappella di San Rocco di Musiara Superiore nel 1613; abbandonata verso la fine del XVII secolo in quanto in rovina, fu successivamente ricostruita a Musiara Inferiore in forme barocche. L'edificio, sviluppato su una pianta a navata unica affiancata da una cappella per lato, presenta una semplice facciata rettangolare interamente rivestita in pietra; all'interno l'aula intonacata, coperta da una volta a botte lunettata, è scandita in tre campate da una serie di lesene a sostegno del cornicione perimetrale.

#### Chiesa di San Rocco a Musiara Superiore

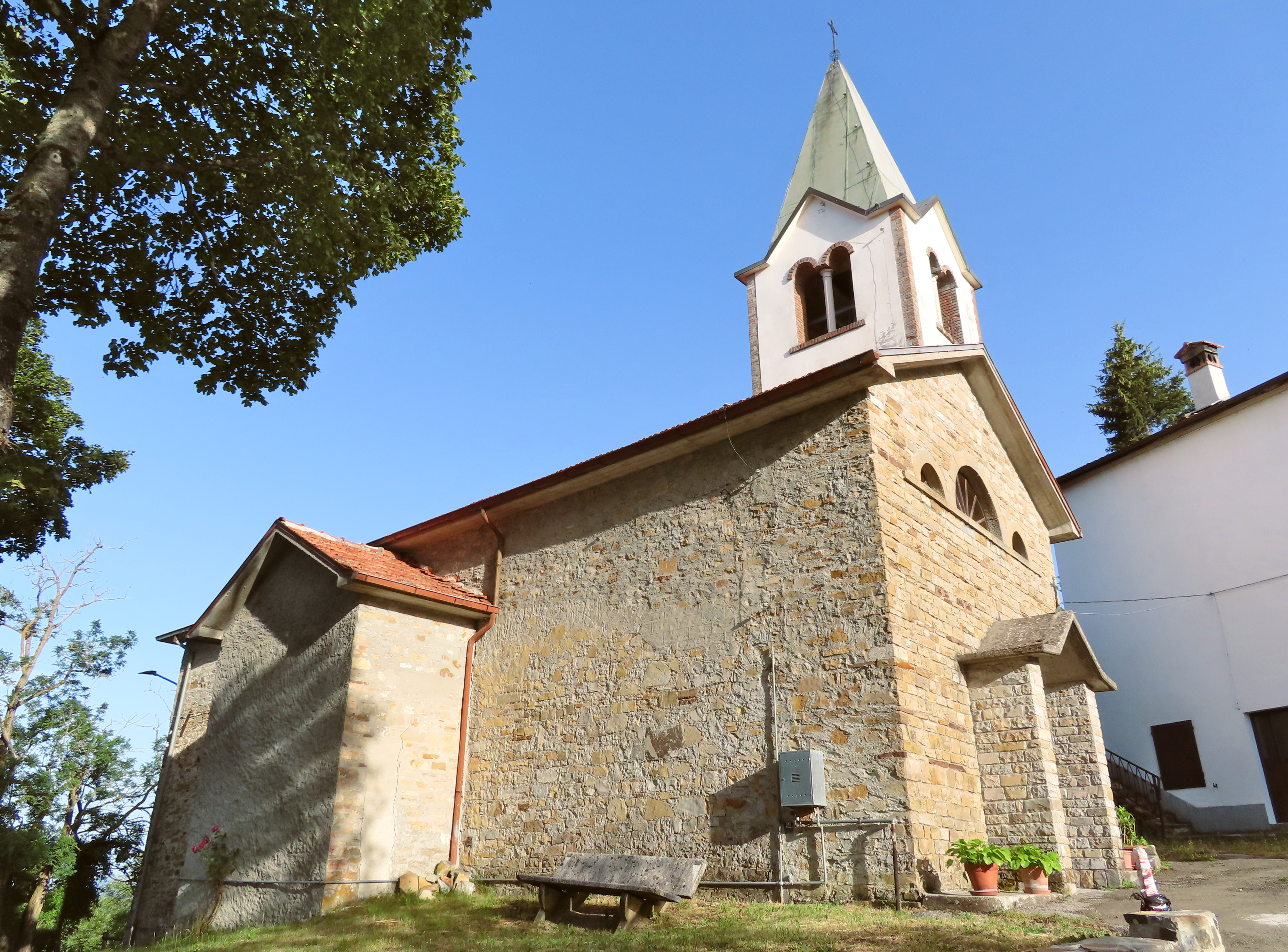
Chiesa di San Rocco a Musiara Superiore

Menzionato per la prima volta nel 1491, l'oratorio di Musiara Superiore, a lungo unito alla chiesa di San Giorgio di Musiara Inferiore, nel 1613 fu elevato a sede parrocchiale autonoma su richiesta degli abitanti del borgo. L'edificio, sviluppato su una pianta a navata unica affiancata da una cappella sulla sinistra, presenta una facciata a capanna interamente rivestita in pietra, con un piccolo portico centrale, mentre sulla destra si erge il campanile neogotico; all'interno l'aula intonacata si apre sul presbiterio, ove è conservata una pala d'altare ottocentesca eseguita da Giovanni Tebaldi.

#### Chiesa di San Lorenzo a Pratolungo

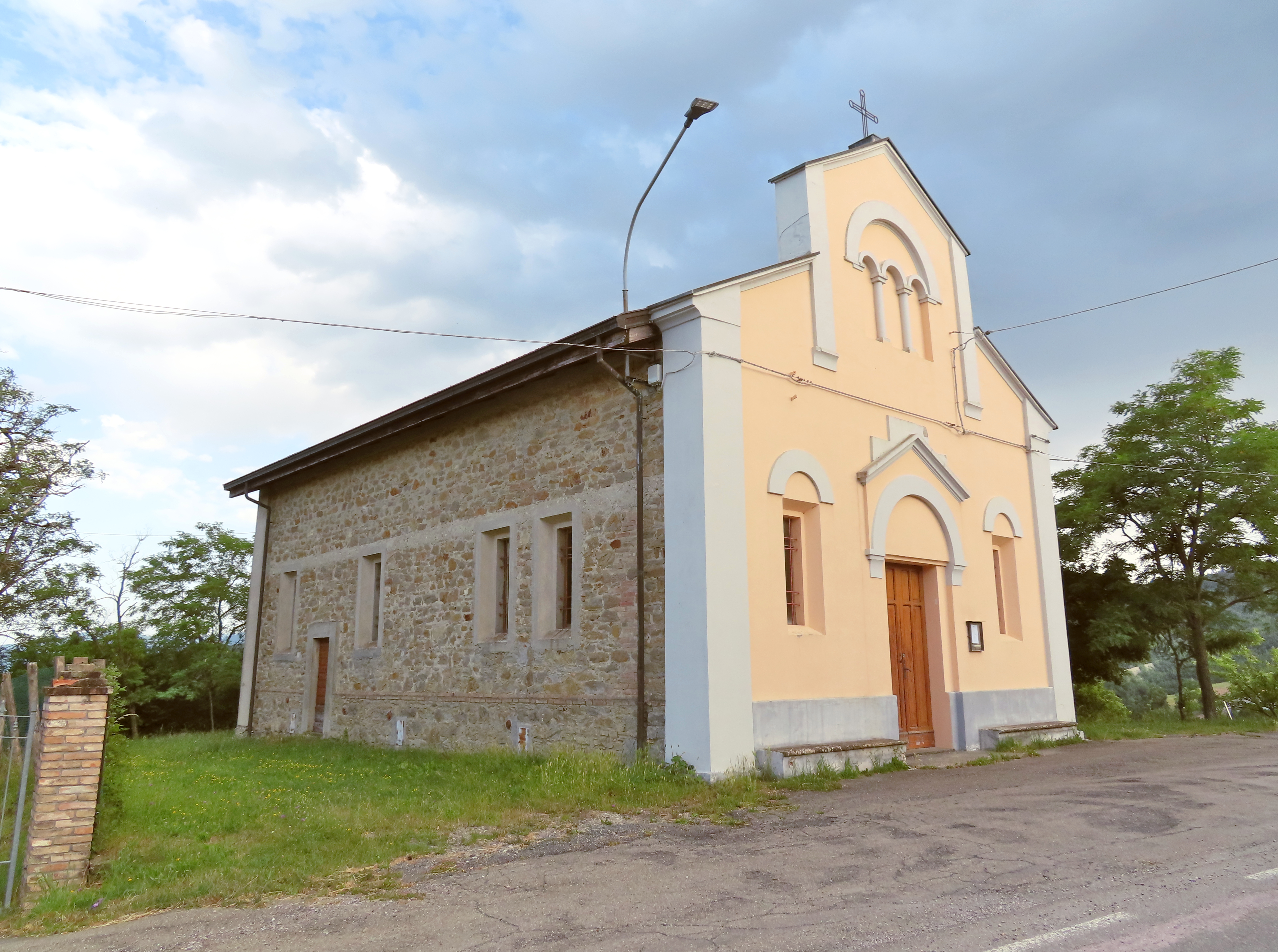
Chiesa di San Lorenzo a Pratolungo

Menzionata per la prima volta nel 1230, la piccola cappella originaria di Madurera fu unita entro il 1354 alla cappella di Santa Giuliana di Moragnano; ricostruita nella prima metà del XVI secolo, divenne sede parrocchiale autonoma nel 1646; profondamente degradata, nel 1925 fu abbandonata e sostituita con una nuova chiesa neoromanica eretta nell'adiacente località di Pratolungo; danneggiata da un cedimento del terreno nella zona del presbiterio, fu ristrutturata intorno al 1950 e nuovamente nel 1985, in seguito al crollo del tetto a causa di un'intensa nevicata. L'edificio, sviluppato su una pianta a navata unica, presenta una facciata a salienti intonacata, ornata con un frontone sul portale d'ingresso e con un'ampia trifora cieca in sommità.

#### Chiesa di San Nicolò a Reno

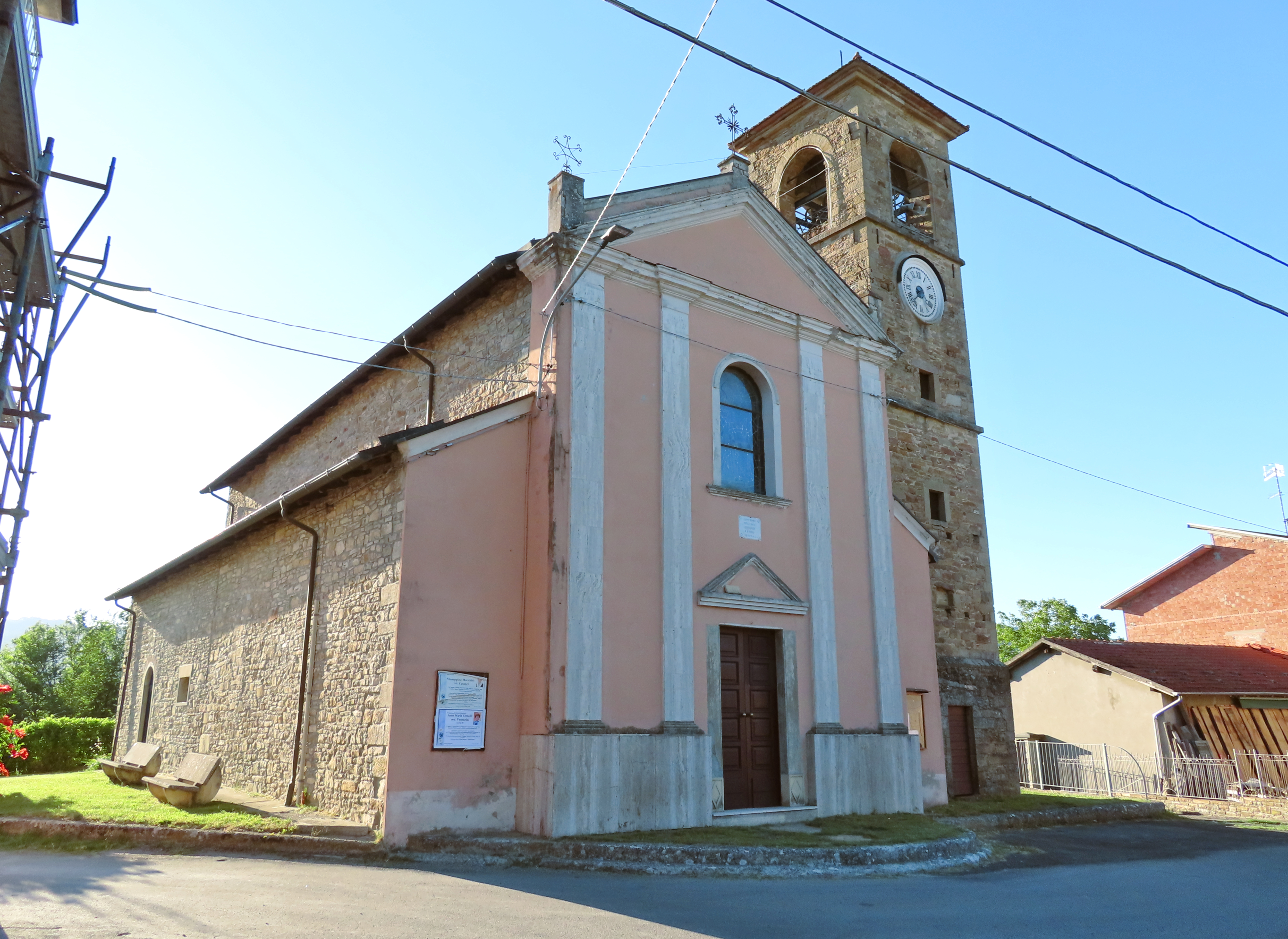
Chiesa di San Nicolò a Reno

Menzionata per la prima volta nel 1230, la cappella originaria di Reno, elevata a sede parrocchiale autonoma nel 1564, fu distrutta da una frana verso il 1765; ricostruita in località Reno di Sopra tra il 1768 e il 1773, la chiesa neoclassica fu restaurata nella facciata nel 1909 e nuovamente intorno al 1960. L'edificio, sviluppato su una pianta a navata unica affiancata da due cappelle per lato, presenta una facciata a salienti intonacata, scandita da quattro lesene a sostegno del frontone triangolare di coronamento; all'interno l'aula, scandita da lesene, accoglie alcuni dipinti di pregio.

#### Chiesa della Beata Vergine della Neve a Rusino

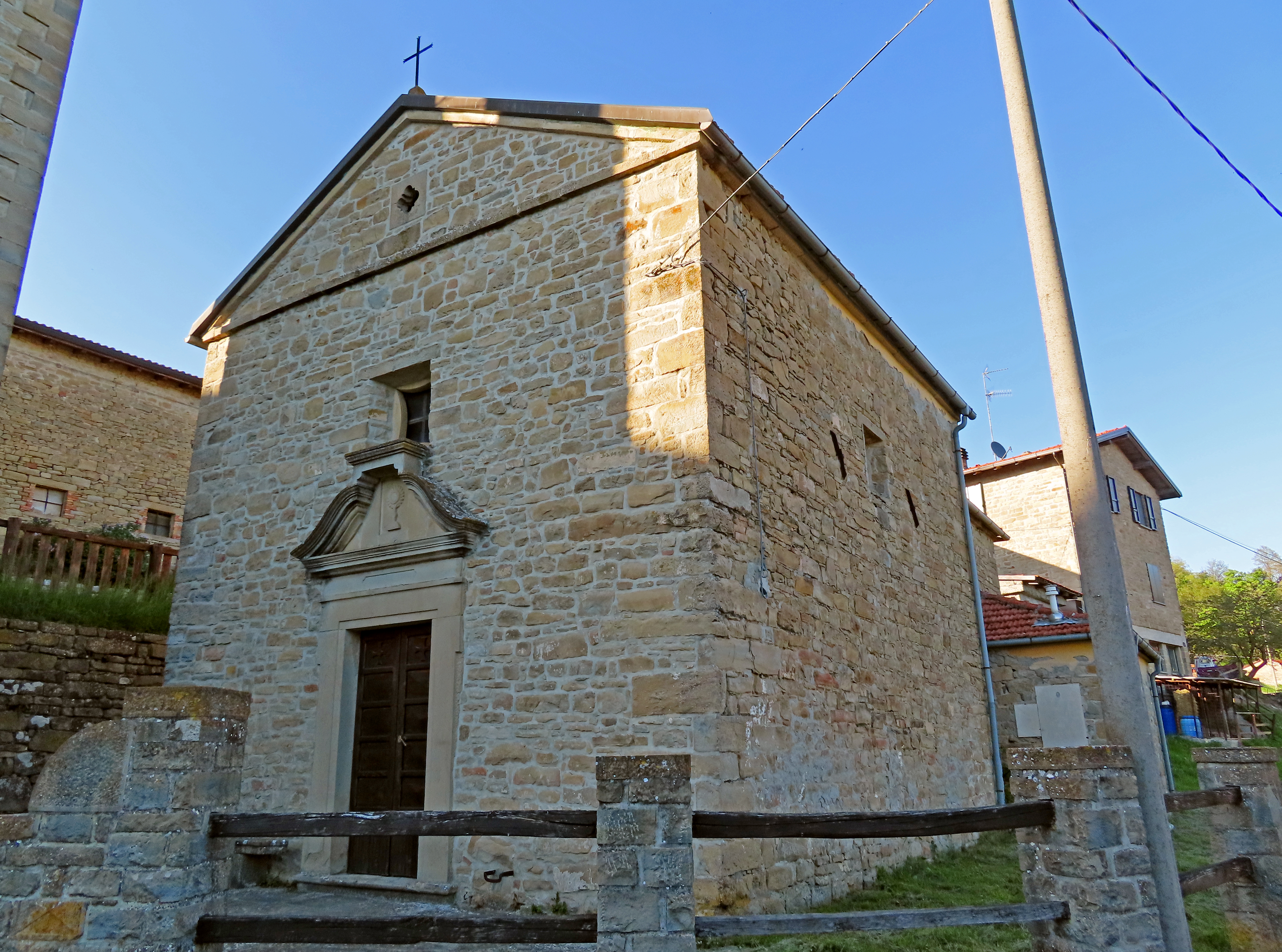
Chiesa della Beata Vergine della Neve a Rusino

Edificata come oratorio nel XVI secolo, la chiesa barocca di Rusino fu elevata a sede parrocchiale nel 1692; danneggiata dai bombardamenti alleati della seconda guerra mondiale, fu ricostruita nelle forme originarie al termine del conflitto; rivestita esternamente in pietra, è decorata con affreschi sulla volta a botte lunettata del presbiterio.

#### Oratorio di San Maurizio ad Antognola

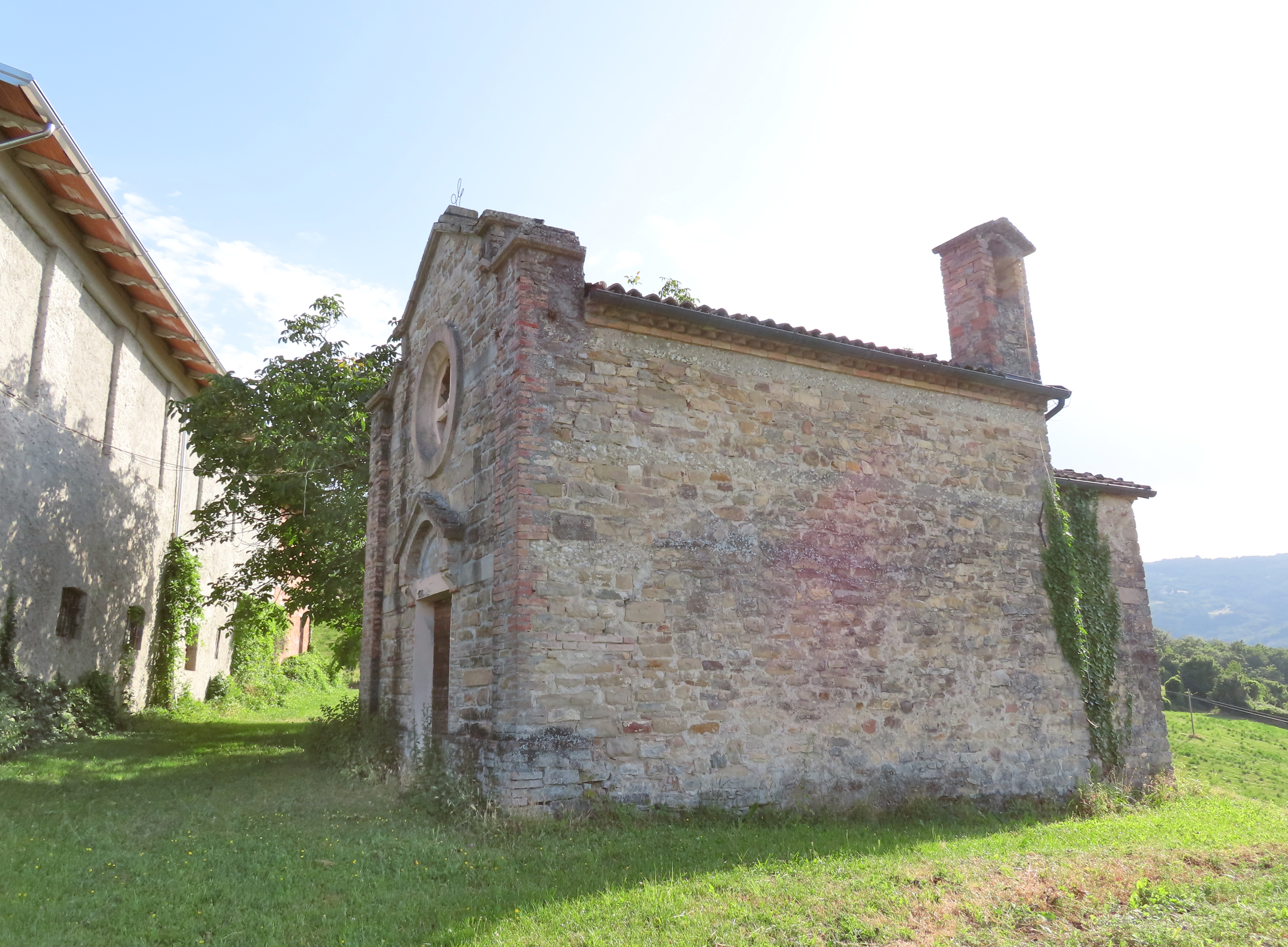
Oratorio di San Maurizio ad Antognola

Menzionata per la prima volta nel 1230, la cappella di Antognola fu unita nel 1367 a quella di Anzolla; divenuta nel 1564 sussidiaria di quest'ultima, nel 1680 fu ricostruita in stile barocco. Il piccolo edificio, sviluppato su una pianta a navata unica, presenta una facciata rivestita in pietra, delimitata da due lesene alle estremità e coronata da un frontone mistilineo spezzato; all'interno la navata, coperta da un soffitto piano, si conclude nel presbiterio voltato a botte.

#### Oratorio di San Bartolomeo a Groppizioso

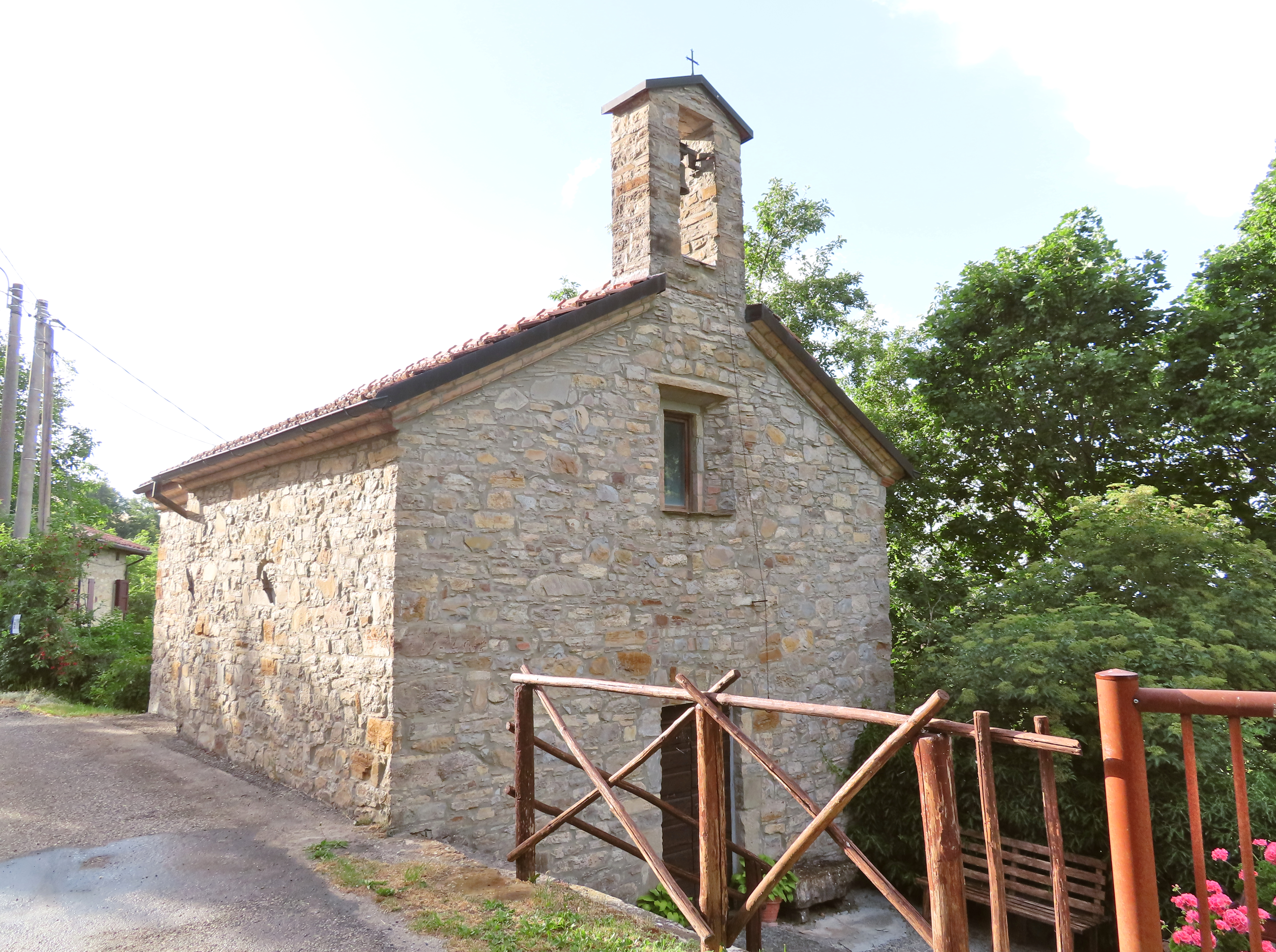
Oratorio di San Bartolomeo a Groppizioso

Costruito intorno al 1660 per volere del parroco della chiesa di Anzolla Bartolomeo Danni, l'oratorio barocco di Groppizioso fu distrutto da una frana verso la fine del XIX secolo e successivamente ricostruito; divenuto nel 1947 sussidiario della chiesa di Capriglio, fu interamente restaurato agli inizi del XXI secolo. Il piccolo edificio, sviluppato su una pianta a navata unica, presenta una facciata a capanna in pietra, coronata nel mezzo da un campanile a vela.

#### Oratorio di San Michele a Pietta

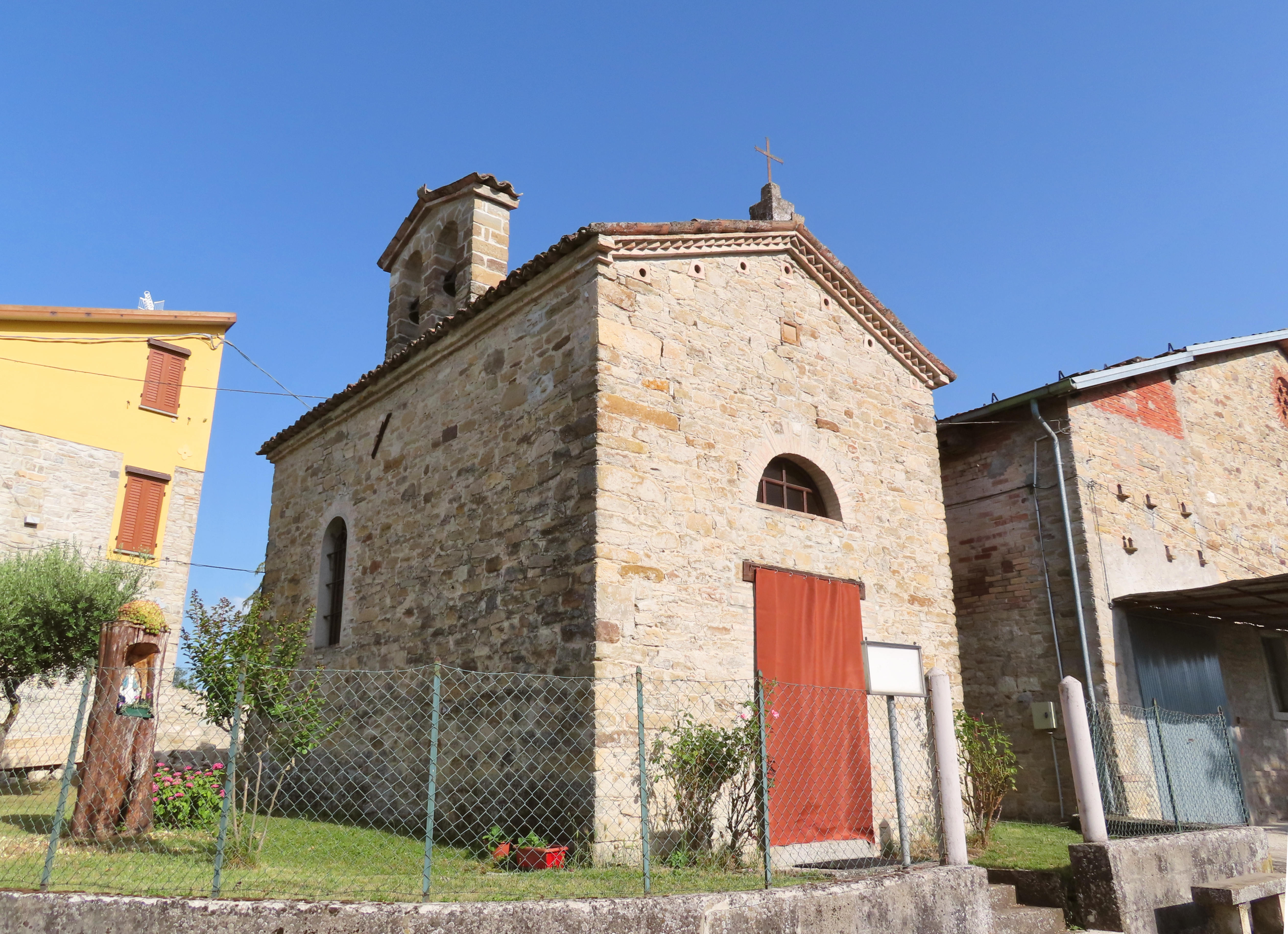
Oratorio di San Michele a Pietta

Menzionata per la prima volta nel 1230, la cappella originaria di Pietta fu unita a quella di Vezzano dal 1299 al 1564, quando il luogo di culto di Pietta divenne sussidiario della chiesa parrocchiale di Vezzano; completamente distrutto da un terremoto nel 1898, l'oratorio fu ricostruito in forme neoromaniche nel 1904; danneggiato da un sisma nel 1983, fu successivamente ristrutturato; dichiarato inagibile nel 2014 a causa di una frana, fu restaurato e riaperto al culto nel 2018. Il piccolo edificio, sviluppato su una pianta a navata unica, presenta una semplice facciata a capanna in pietra; all'interno l'aula è coperta da una volta a botte intonacata.

### Architetture militari

#### Castello

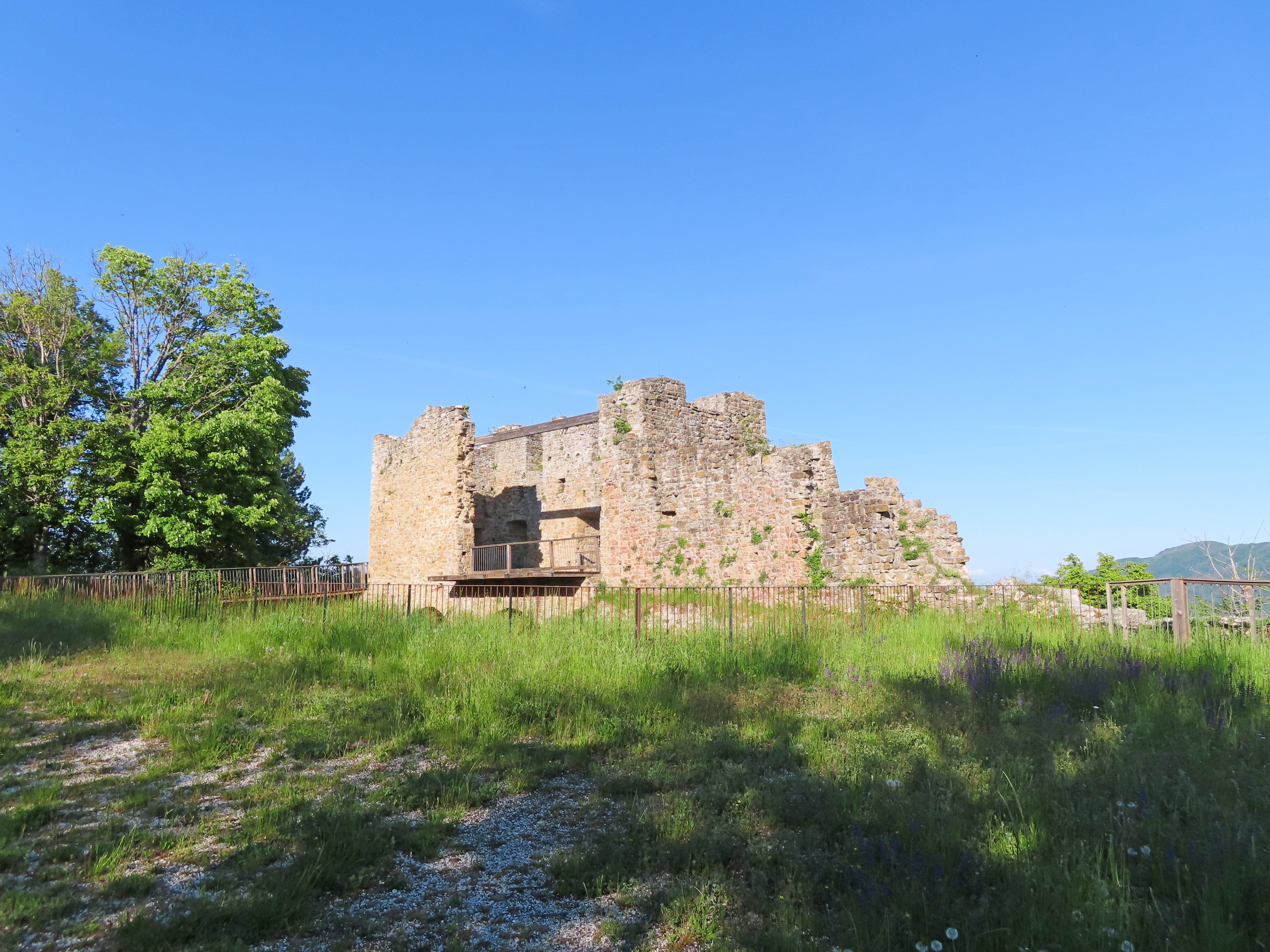
Lato nord-ovest del castello

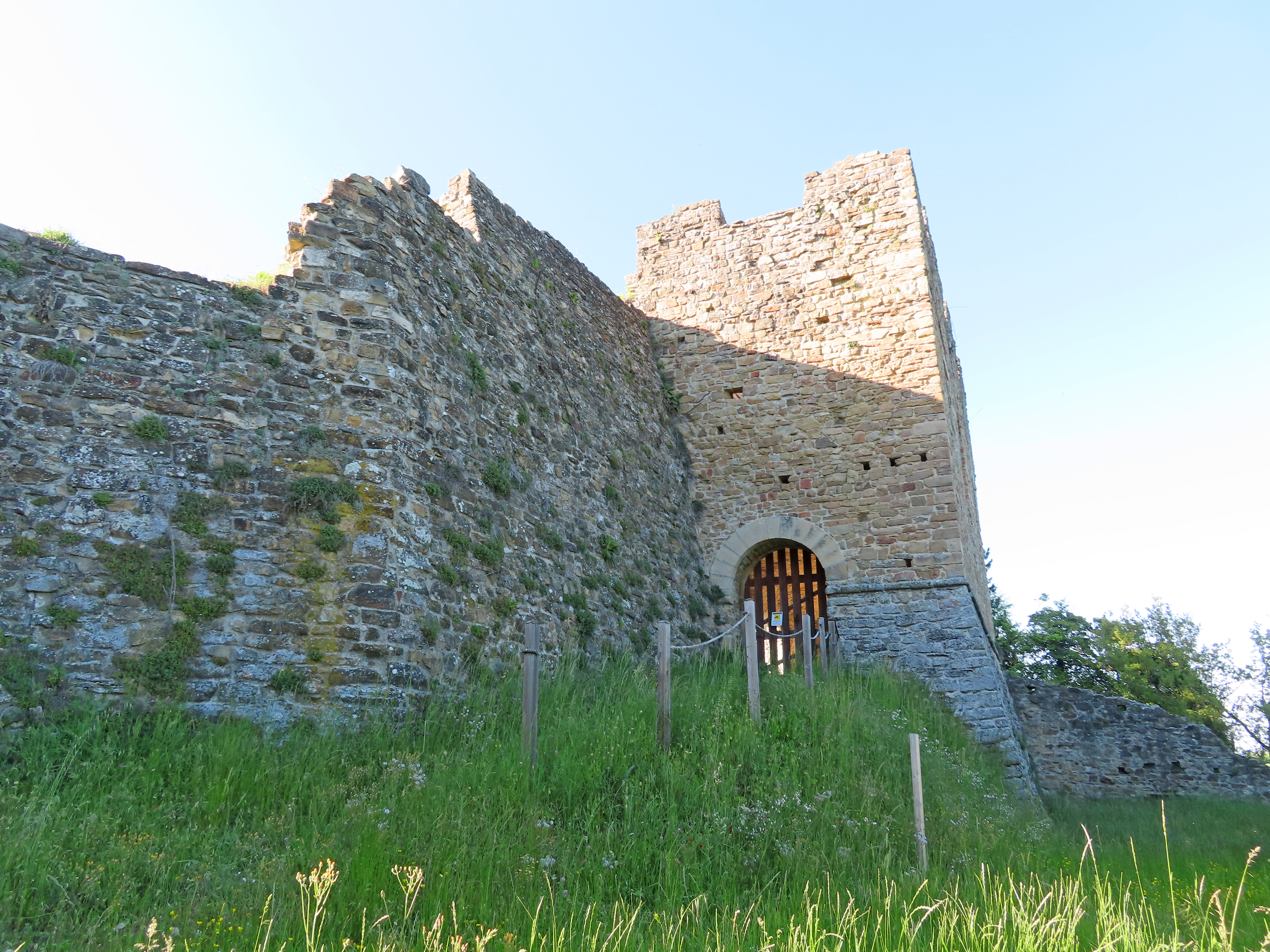
Torre del castello

Costruito presumibilmente tra il X e l'XI secolo, il castello appartenne forse agli inizi del XIII secolo a Giberto III da Correggio; assegnato nel 1364, unitamente alla rocca di Belvedere, ai fratelli Niccolò Terzi il Vecchio e Giberto, fu occupato dai Fieschi dopo l'assassinio di Ottobuono de' Terzi nel 1409; concesso successivamente a Niccolò de' Terzi, il Guerriero da Filippo Maria Visconti, nel 1449 fu confiscato da Francesco Sforza, che ne investì Pietro Ghirasio da Contrano; alienato verso la fine del XV secolo a Gianfrancesco I Pallavicino, fu acquistato dal duca Ottavio Farnese nella prima metà del XVI; profondamente danneggiato dalle cannonate di Ferrante I Gonzaga durante la guerra di Parma del 1551, fu assegnato nel 1650 a Domenico Doria e, dopo la morte dell'ultima discendente Maria Maddalena alla fine del XVIII secolo, a Troilo Venturi, fino all'abolizione dei diritti feudali del 1806; comprato successivamente dai Castiglione, crollò in gran parte a causa di un terremoto nel 1834; acquistato da Ettore Ximenes nel 1913 allo scopo di ristrutturarlo su progetto dell'architetto Lamberto Cusani, non fu risistemato a causa dello scoppio della prima guerra mondiale; completamente abbandonato nel 1930 e ormai ridotto a un rudere, fu acquistato dal Comune di Tizzano Val Parma nel 1961; parzialmente restaurato nel 2002, nel 2014 fu destinato ad area per spettacoli e manifestazioni culturali. Del maniero, interamente realizzato in pietra, si conservano le mura perimetrali, una torre mutila e una stanza voltata a botte al piano terreno, mentre il livello superiore privo di coperture è accessibile attraverso alcune passerelle.

#### Rocca di Belvedere
Edificato agli inizi del XV secolo da Ottobuono de' Terzi, il castello di Rusino, noto anche come rocca di Belvedere, fu conquistato nel 1409 dal marchese di Ferrara Niccolò III d'Este, cui seguì nel 1420 il duca di Milano Filippo Maria Visconti; riassegnato nel 1441 ai Terzi, fu espugnato nel 1551 da Camillo Rossi; perso il suo ruolo strategico, cadde in seguito in abbandono e si ridusse a poche rovine; se ne conserva soltanto una torre mozza, rinforzata strutturalmente e svuotata dai detriti agli inizi del XX secolo.

#### Torre dei Cadonici a Lagrimone

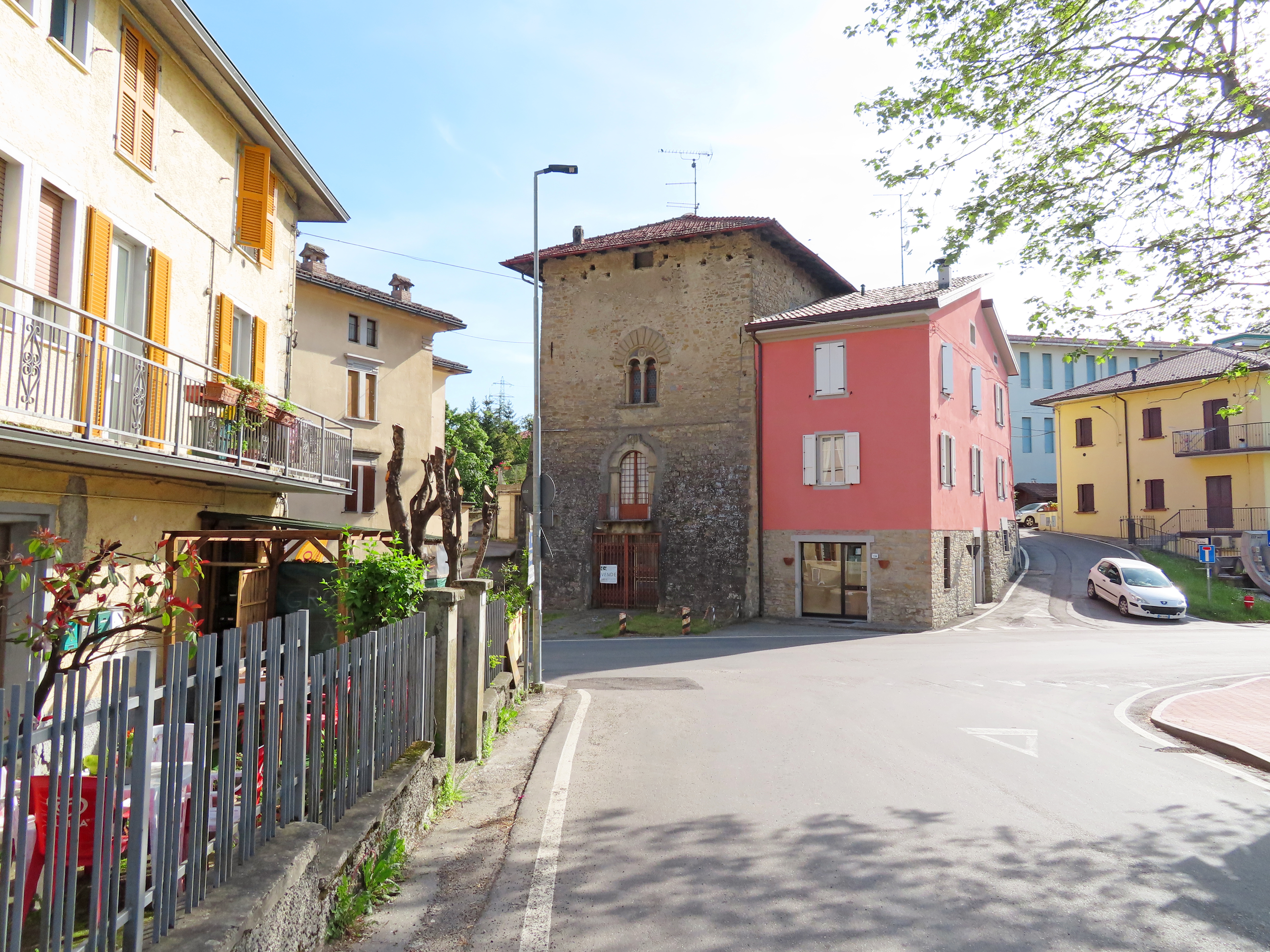
Torre dei Cadonici a Lagrimone

Costruita in epoca medievale, nel 1509 la torre di Lagrimone, appartenente a Morello Da Belvedere, fu data alle fiamme da Jacopo di Maso; successivamente riedificata, fu modificata a più riprese; acquistata dalla famiglia Basetti, verso il 1903 fu profondamente ristrutturata anche nella facciata, ove furono realizzate alcune aperture, tra cui al piano terreno la vetrata per un negozio, in seguito adibito a deposito. La struttura fortificata, rivestita in pietra, si erge su un alto basamento a scarpa; al centro del prospetto principale, sopra all'ampia apertura del magazzino, è posta un'ampia portafinestra con balconcino, delimitata da un antico portale d'ingresso ad arco a tutto sesto in arenaria scolpita proveniente dalla bastia di Moragnano; al livello superiore si trova una bifora scandita da tre colonnine, coronata da un arco in bugnato, realizzata su modello di una finestra del palazzo dei Basetti a Vairo.

## Società

### Evoluzione demografica
Abitanti censiti

### Tradizioni e folclore

#### Fiera di San Genesio ad Albazzano
Attestata già nel 1309, la fiera annuale di Albazzano del 24 e 25 agosto, intitolata a san Genesio e dedicata al bestiame, fu regolamentata alla fine del XV secolo dal conte di Tizzano Gianfrancesco I Pallavicino; benché proibita dagli atti del sinodo presieduto dal vescovo Alessandro Sforza di Santa Fiora nel 1564, continuò comunque a svolgersi, attirando persone anche degli Stati vicini; trasferita agli inizi del XX secolo dalla località Madone alla località Chiastrella, fu successivamente riportata nel luogo originario; dopo alcuni anni di interruzione, fu ripristinata a partire dal 1989, accompagnata da spettacoli musicali, giochi e degustazione di prodotti locali.

#### Festa di San Matteo sul Monte Caio

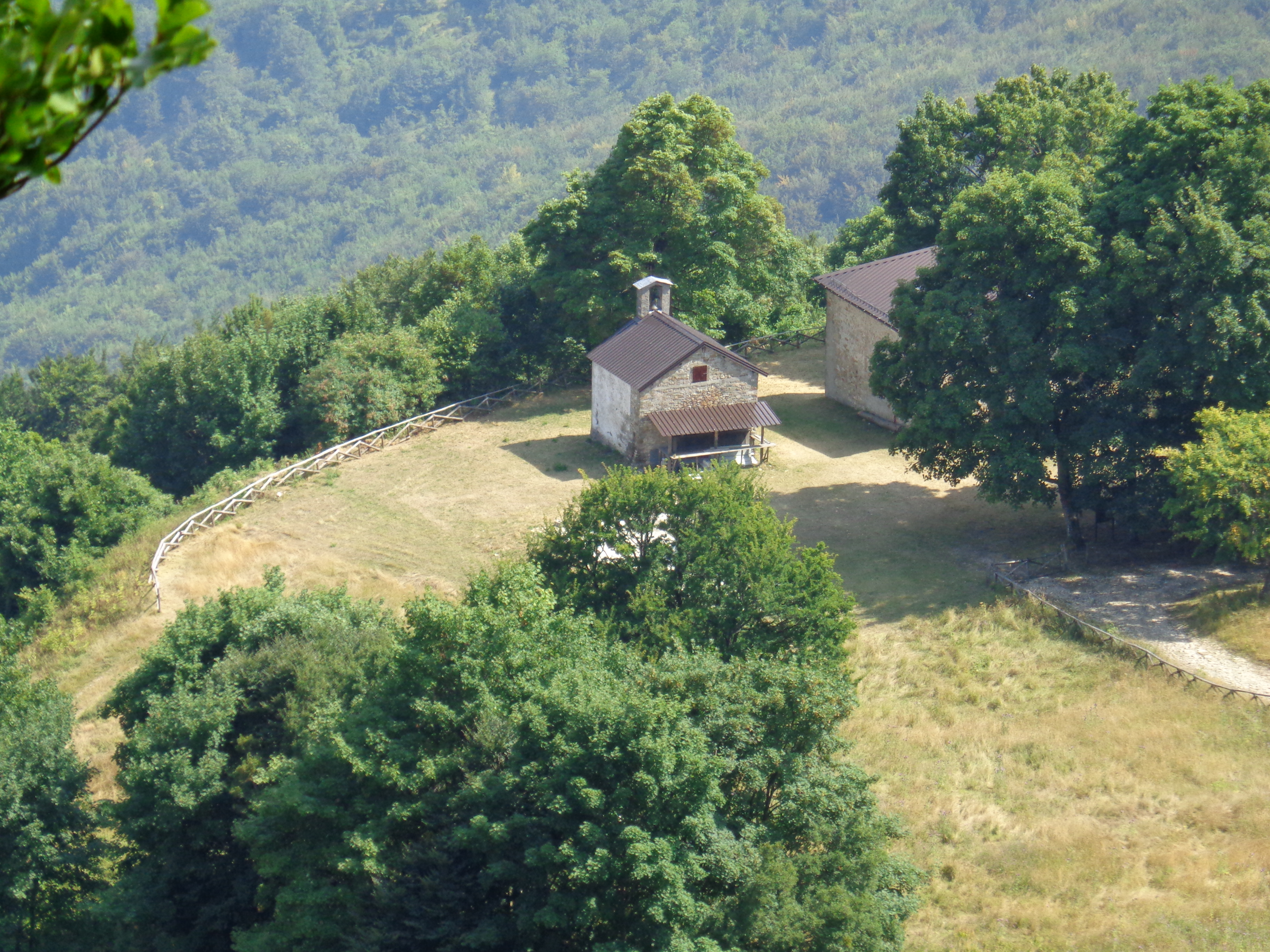
Eremo di San Matteo

Dedicata a san Matteo, la festa tradizionale di fine estate si svolge annualmente il 21 settembre presso l'eremo di San Matteo, situato tra i boschi del monte Caio alla quota di 1344 m s.l.m. e raggiungibile da Schia attraverso alcuni sentieri; l'edificio, situato nel territorio comunale di Palanzano e identificato nel medievale Monastero de Caliis, fu menzionato per la prima volta in un documento del 1015 e nuovamente nel Capitulum seu Rotulus Decimarum del 1230 della diocesi di Parma tra le dipendenze dell'abbazia di San Giovanni Evangelista, pur trovandosi all'interno del territorio amministrato dalla pieve di Tizzano. La festa, accompagnata da una cerimonia religiosa e da un pranzo con prodotti tipici locali, richiama persone dai comuni vicini.

## Economia
L'economia della zona è diversificata. Il settore agricolo è rappresentato prevalentemente dall'allevamento di bovini, suini e pollame e dalla coltivazione di frumento e foraggio. Per quanto riguarda il settore secondario, le principali attività industriali sono di carattere alimentare ed edilizio. Infine, il settore terziario si basa prevalentemente sui servizi e sulle attività legate al turismo estivo e invernale, sviluppatosi nella seconda metà del XX secolo soprattutto nel capoluogo e nella località sciistica di Schia sul monte Caio.

## Amministrazione
Di seguito è presentata una tabella relativa alle amministrazioni che si sono succedute in questo comune.
| Periodo        | Periodo        | Primo cittadino    | Partito                                                          | Carica  | Note    |
| -------------- | -------------- | ------------------ | ---------------------------------------------------------------- | ------- | ------- |
| 3 luglio 1985  | 7 giugno 1990  | Luigi Depietri     | Partito Socialista Democratico Italiano                          | Sindaco | [ 112 ] |
| 12 giugno 1990 | 24 aprile 1995 | Ugo Danni          | PDS, PCI                                                         | Sindaco | [ 112 ] |
| 24 aprile 1995 | 14 giugno 1999 | Ugo Danni          | centro-sinistra                                                  | Sindaco | [ 112 ] |
| 14 giugno 1999 | 14 giugno 2004 | Gualtiero Ghirardi | lista civica di centro-sinistra                                  | Sindaco | [ 112 ] |
| 14 giugno 2004 | 8 giugno 2009  | Gualtiero Ghirardi | lista civica di centro-sinistra, sostenuta da PD                 | Sindaco | [ 112 ] |
| 8 giugno 2009  | 26 maggio 2014 | Amilcare Bodria    | lista civica di centro-destra, sostenuta da PdL                  | Sindaco | [ 112 ] |
| 10 giugno 2014 | 27 maggio 2019 | Amilcare Bodria    | lista civica Per Tizzano noi ci siamo, sostenuta da Forza Italia | Sindaco | [ 112 ] |
| 27 maggio 2019 | 10 giugno 2024 | Amilcare Bodria    | lista civica Per Tizzano noi ci siamo, sostenuta da Forza Italia | Sindaco | [ 112 ] |
| 10 giugno 2024 | in carica      | Isabella Rossi     | lista civica Futuro in comune                                    | Sindaco | [ 112 ] |